# Norwegen beim Eurovision Song Contest
Teilnehmende Rundfunkanstalt

Erste Teilnahme
1960
Anzahl der Teilnahmen
63 (Stand 2025)
Höchste Platzierung
1 (1985, 1995, 2009)
Höchste Punktzahl
387 (2009)
Niedrigste Punktzahl
0 (1978, 1981, 1997)
Punkteschnitt (seit erstem Beitrag)
61,66 (Stand 2021)
Punkteschnitt pro abstimmendem Land im 12-Punkte-System
2,39 (Stand 2021)
Dieser Artikel befasst sich mit der Geschichte Norwegens als Teilnehmer am Eurovision Song Contest.

## Regelmäßigkeit der Teilnahme und Erfolge im Wettbewerb

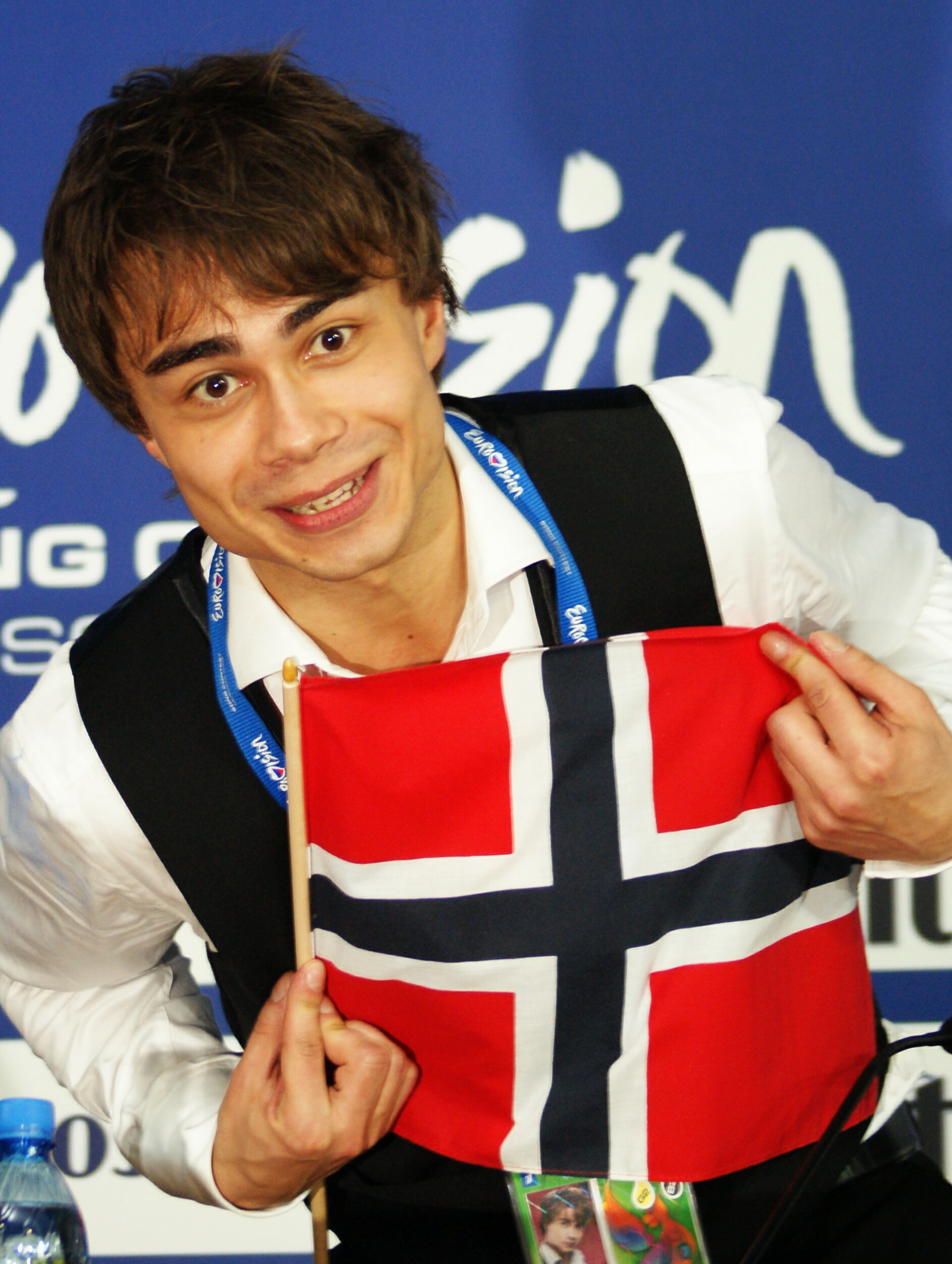
Alexander Rybak, Sieger 2009 und Vertreter 2018

Norwegen nahm erstmals 1960 am Eurovision Song Contest teil. Das Land schickte die Sängerin Nora Brockstedt, die Platz 4 von 13 erreichte. Damit war das Debüt relativ erfolgreich. Auch 1961 trat Nora Brockstedt für das Land an, konnte den Erfolg vom Vorjahr aber nicht wiederholen und landete auf Platz 7 von 16. Auch 1962 landete das Land nur im Mittelfeld mit Platz 10 von 16. 1963 erreichte Norwegen dann mit Anita Thallaug erstmals den letzten Platz. Dabei erhielt die Sängerin keinen einzigen Punkt. Anzumerken ist allerdings, dass der letzte Platz ein geteilter letzter Platz mit Finnland, der Niederlande und Schweden war. Auch 1964 war Norwegen nur durchschnittlich erfolgreich und erreichte Platz 8 von 16. 1965 hingegen landete Norwegen im unteren Mittelfeld mit Platz 13 von 18. Erst 1966 war das Land wieder erfolgreich im Wettbewerb. So konnte die Sängerin Åse Kleveland Platz 3 erreichen, was das bis dahin beste Ergebnis Norwegens im Wettbewerb darstellte. Allerdings war dieser Erfolg nur von kurzer Dauer. 1967 landete das Land wieder nur im unteren Mittelfeld mit Platz 14 von 17. Auch 1968 konnte nur Platz 13 von 17 erreicht werden. 1969 landete Norwegen dann zum bereits zweiten Mal auf den letzten Platz. 1970 verzichtete das Land dann freiwillig – zusammen mit Schweden, Finnland, Portugal und Österreich – aus Protest am Wertungssystem auf die Teilnahme, nachdem 1969 vier Länder den ersten Platz geteilt hatten. Erst 1971 kehrte Norwegen zum Wettbewerb zurück.
1971 erreichte Norwegen aber auch kein gutes Ergebnis und landete auf dem vorletzten Platz. Auch die folgenden Jahre waren wenig erfolgreich. 1972 landete das Duo Benny Borg &
Grethe Kausland mit Platz 14 von 18 wieder nur im unteren Mittelfeld. 1973 erreichte Norwegen mit Platz 7 von 17 wieder eine durchschnittliche Platzierung. 1974 hingegen wurde Norwegen zum bereits dritten Mal Letzter. Allerdings war es ein geteilter letzter Platz mit Deutschland, Portugal und der Schweiz. Auch 1975 konnte Norwegen kein gutes Ergebnis erzielen und wurde nur Vorletzter. 1976 landete das Land dann zum vierten Mal auf den letzten Platz, dieses Mal aber alleinig. 1977 gab es mit Platz 14 von 18 wieder nur ein Ergebnis im unteren Mittelfeld, während 1978 der bereits fünfte letzte Platz erzielt wurde. Erst 1979 erzielte die Sängerin Anita Skorgan mit Platz 11 von 19 eine durchschnittliche Platzierung. Trotzdem landete Norwegen 1980 dann wieder nur im unteren Mittelfeld mit Platz 16 von 19. 1981 wurde dann der sechste letzte Platz erzielt, was bis dahin einen Rekord im Wettbewerb darstellte. 1982 hingegen gab es wieder ein durchschnittliches Ergebnis mit Platz 12 von 18. 1983 wurde dann das erste Mal seit zehn Jahren ein Platz unter den besten Zehn geholt mit Platz 9 von 20. Trotzdem konnte sich auch dieser Erfolg nicht fortsetzen. So landete Norwegen 1984 nur auf dem drittletzten Platz. Erst ab 1985 wurde das Land erfolgreicher im Wettbewerb.
1985 erzielte Norwegen schließlich seinen ersten Sieg im Wettbewerb, womit gleichzeitig die bis dahin höchste Punktzahl für das Land mit 123 Punkten geholt wurde. Aber auch hier konnte der Erfolg nicht anhalten. 1986 landete das Land wieder nur im Mittelfeld mit Platz 12 von 20. 1987 wurde dann allerdings wieder eine Platzierung unter den besten Zehn mit Platz 9 erreicht. 1988 war das Land dann sogar noch erfolgreicher als im Vorjahr und erzielte Platz 5. Von 1989 bis 1992 war das Land aber wieder wenig erfolgreich. So wurde 1989 und 1991 nur Platz 17 und 1992 nur Platz 18 erreicht, womit es wieder nur Ergebnisse im unteren Mittelfeld gab. 1990 gab es sogar den bis dahin siebten letzten Platz für Norwegen im Wettbewerb. Von 1993 bis 1996 hatte Norwegen dann seine erfolgreichste Phase im Wettbewerb. Schließlich erreichte das Land in diesem Zeitraum nur Platzierungen unter den besten Zehn. So holte die Sängerin Silje Vige Platz 5 für das Land, während das Duo Elisabeth Andreassen & Jan Werner Danielsen 1994 Platz 6 erreichten. 1995 konnte Norwegen dann seinen zweiten Sieg im Wettbewerb erzielen. So gewann die Band Secret Garden den Wettbewerb in Dublin und stoppte damit die Siegesserie Irlands im Wettbewerb, die den Wettbewerb 1992, 1993 und 1994 gewinnen konnten. Mit 148 Punkten holte die Band sogar eine bis dahin neue Höchstpunktzahl für Norwegen. 1996, als der Wettbewerb in Oslo stattfand, erzielte die Sängerin Elisabeth Andreassen, die bereits 1985 als Teil der Bobbysocks den Sieg für Norwegen und 1994 zusammen mit Jan Werner Danielsen Platz 6 für Norwegen holte, Platz 2 für das Land. Damit erreichte Norwegen erstmals den zweiten Platz im Wettbewerb und holte sein bis dahin drittbestes Ergebnis. 1997 waren die erfolgreichen Jahre für Norwegen aber wieder vorbei. Der Sänger Tor Endresen holte für Norwegen den achten letzten Platz im Wettbewerb. Allerdings wurde das Land zusammen mit Portugal Letzter. 1998 war Norwegen aber wieder erfolgreicher und konnte mit Platz 8 ein gutes Ergebnis erzielen. 1999 und 2000 wurden dann mit Platz 14 und Platz 11 jeweils zwei Plätze im Mittelfeld erreicht. 2001 hingegen gab es für Norwegen dann den bereits neunten letzten Platz im Wettbewerb. Allerdings teilte sich der Sänger Haldor Lægreid diesen mit Island. 2002 musste Norwegen dann erstmals wegen seiner schlechten Vorjahresplatzierung aussetzen. Es war erst das zweite Mal seit dem Debüt 1960, dass Norwegen nicht teilnahm. 2003 durfte Norwegen aber wieder teilnehmen.
Bei der Rückkehr 2003 erreichte das Land dann Platz 4, was das beste Ergebnis seit 1996 darstellte. Danach waren die norwegischen Platzierungen wie eine Achterbahnfahrt. 2004 erzielte Norwegen seinen zehnten letzten Platz im Wettbewerb, während die Band Wig Wam 2005 mit Platz 9 wieder ein gutes Ergebnis erzielen konnte. 2006 landete das Land dann mit Platz 14 wieder im Mittelfeld. 2007 schied Norwegen dann erstmals im Halbfinale aus, nachdem Guri Schanke im Halbfinale nur Platz 18 von 28 erreichte. 2008 qualifizierte sich Norwegen wieder für das Finale und konnte dort Platz 5 erreichen. 2009 erzielte Norwegen dann seinen dritten Sieg im Wettbewerb. Alexander Rybak konnte dabei im Finale sowie auch im Halbfinale Platz 1 erreichen. Bemerkenswert war bei dem Sieg, dass Norwegen 387 Punkte erzielte. Es ist nicht nur die bis heute höchste Punktzahl für Norwegen im Wettbewerb, sondern stellt auch die höchste Punktzahl im alten Wertungssystems des Eurovision Song Contests, welches bis 2015 galt, dar. Ab 2010 war Norwegen allerdings nicht mehr so erfolgreich. So erzielte der Sänger Didrik Solli-Tangen 2010 in Oslo nur eine Platzierung im unteren Mittelfeld mit Platz 20 von 25. 2011 wurde das Land dann im Halbfinale nur Drittletzter und schied damit zum bereits zweiten Mal im Halbfinale aus. 2012 konnte der Sänger Tooji sich zwar knapp für das Finale qualifizieren, erreichte dort aber nur den letzten Platz, was der elfte letzte Platz für Norwegen im Wettbewerb darstellt. Erst ab 2013 war das Land wieder erfolgreich im Wettbewerb.
Schließlich schickte Norwegen 2013 die Sängerin Margaret Berger, die im Halbfinale bereits Platz 3 erreichte und im Finale dann Platz 4 erzielte. Es war damit das beste Ergebnis Norwegens seit 2009. Allerdings erreichten auch die Beiträge von 2014 und 2015 jeweils einen Platz unter den besten Zehn. So erreichten der Sänger Carl Espen 2014 und das Duo Mørland & Debrah Scarlett 2015 jeweils Platz 8. Es war das erste Mal seit 1996, dass Norwegen drei Mal in Folge eine Platzierung unter den besten Zehn erreichte. 2016 endete dieser Erfolg aber wieder. So erreichte das Land nur Platz 13 von 18 im Halbfinale und schied damit zum bereits dritten Mal im Halbfinale aus. 2017 hingegen konnte das Duo JOWST feat. Aleksander Walmann aber wieder das Finale erreichen und holten dort mit Platz 10 wieder eine Platzierung unter den besten Zehn. 2018 schickte Norwegen dann Alexander Rybak, der den Wettbewerb bereits 2009 für das Land gewinnen konnte. Er konnte zwar wie 2009 das Halbfinale gewinnen, erreichte im Finale aber nur Platz 15, womit Norwegen erstmals seit 2012 im Finale nicht eine Platzierung unter den besten Zehn erreichte.
2019 war das Land aber wieder erfolgreicher. So konnte das Trio KEiiNO im Halbfinale Platz 7 erreichen, womit sie das Finale erreichten. Dort gewannen sie zwar mit 291 Punkten das Televoting, erreichten durch ihren niedrigen Platz bei den Jurys aber nur Platz 6 am Ende. Es war trotzdem die damit beste Platzierung Norwegens seit 2013. 2021 qualifizierte sich TIX für das Finale, jedoch mit nur fünf Punkten Vorsprung vor Kroatien als Zehnter. Im Finale erreichte er Platz 18 und somit die schlechteste Finalplatzierung Norwegens seit 2012. 2022 konnten Subwoolfer sich ebenfalls für das Finale qualifizieren und erzielte mit Platz 10 im Finale eine Top-Ten-Platzierung. Alessandra, die 2023 Norwegen beim Contest vertrat, erzielte im Finale mit Platz 5 eine weitere Top-Ten-Platzierung für Norwegen und somit das beste Ergebnis seit 2019. 2024 konnte sich Norwegen zwar für das Finale qualifizieren, erreichte jedoch dort seinen 13. letzten Platz. 2025 schaffte man erneut den Finaleinzug, wo man mit Platz 18 eine Platzierung im unteren Mittelfeld erreichte.
Insgesamt landeten also 28 von den 63 Beiträgen in der linken Tabellenhälfte. Insgesamt schied Norwegen nur dreimal im Halbfinale aus, landete aber dreizehn Mal auf dem letzten Platz, so oft wie kein anderes Land. Trotzdem konnte das Land bisher dreimal den Wettbewerb gewinnen, einmal Platz 2 und einmal Platz 3 erreichen. Zudem zählt Norwegen einige Platzierungen in der Top Ten. Damit gehört Norwegen zu den erfolgreichen Ländern im Wettbewerb.

## Liste der Beiträge
Farblegende:
– 1. Platz. 
– 2. Platz. 
– 3. Platz. 
– Punktgleichheit mit dem letzten Platz.
– ausgeschieden im Halbfinale/in der Qualifikation/im osteuropäischen Vorentscheid.
– keine Teilnahme/nicht qualifiziert.
– Absage des Eurovision Song Contests.
| Jahr | Interpret                                   | Lied Musik (M) und Text (T) | Sprache                  | Übersetzung                              | Finale                                           | Finale                                           | Halbfinale/ Qualifikation                        | Halbfinale/ Qualifikation                        | Nationaler Vorentscheid  |
| Jahr | Interpret                                   | Lied Musik (M) und Text (T) | Sprache                  | Übersetzung                              | Platz                                            | Punkte                                           | Platz                                            | Punkte                                           | Nationaler Vorentscheid  |
| ---- | ------------------------------------------- | --- | ------------------------ | ---------------------------------------- | ------------------------------------------------ | ------------------------------------------------ | ------------------------------------------------ | ------------------------------------------------ | ------------------------ |
| 1960 | Nora Brockstedt                             | Voi voi M/T: Georg Elgaaen | Norwegisch               | –                                        | 4 / 13                                           | 11                                               | Kein Halbfinale stattgefunden                    | Kein Halbfinale stattgefunden                    | Melodi Grand Prix 1960   |
| 1961 | Nora Brockstedt                             | Sommer i Palma M: Jan Wølner; T: Egil Hagen                                                                                         | Norwegisch               | Sommer in Palma                          | 7 / 16                                           | 10                                               | Kein Halbfinale stattgefunden                    | Kein Halbfinale stattgefunden                    | Melodi Grand Prix 1961   |
| 1962 | Inger Jacobsen                              | Kom sol, kom regn M: Kjell Karlsen; T: Ivar Andersen                                                                                | Norwegisch               | Kommt Sonne, kommt Regen                 | 10 / 16                                          | 2                                                | Kein Halbfinale stattgefunden                    | Kein Halbfinale stattgefunden                    | Melodi Grand Prix 1962   |
| 1963 | Anita Thallaug                              | Solhverv M/T: Dag Kristoffersen | Norwegisch               | Sonnenwende                              | 13 / 16                                          | 0                                                | Kein Halbfinale stattgefunden                    | Kein Halbfinale stattgefunden                    | Melodi Grand Prix 1963   |
| 1964 | Arne Bendiksen                              | Spiral M: Sigurd Jansen; T: Egil Hagen                                                                                              | Norwegisch               | Spirale                                  | 8 / 16                                           | 8                                                | Kein Halbfinale stattgefunden                    | Kein Halbfinale stattgefunden                    | Melodi Grand Prix 1964   |
| 1965 | Kirsti Sparboe                              | Karussell M/T: Jolly Kramer-Johansen                                                                                                | Norwegisch               | Karussell                                | 13 / 18                                          | 1                                                | Kein Halbfinale stattgefunden                    | Kein Halbfinale stattgefunden                    | Melodi Grand Prix 1965   |
| 1966 | Åse Kleveland                               | Intet er nytt under solen M/T: Arne Bendiksen                                                                                       | Norwegisch               | Nichts ist neu unter der Sonne           | 3 / 18                                           | 15                                               | Kein Halbfinale stattgefunden                    | Kein Halbfinale stattgefunden                    | Melodi Grand Prix 1966   |
| 1967 | Kirsti Sparboe                              | Dukkemann M: Tor Hultin; T: Ola B. Johannessen                                                                                      | Norwegisch               | Männliche Puppe                          | 14 / 17                                          | 2                                                | Kein Halbfinale stattgefunden                    | Kein Halbfinale stattgefunden                    | Melodi Grand Prix 1967   |
| 1968 | Odd Børre                                   | Stress M: Tor Hultin; T: Ola B. Johannessen                                                                                         | Norwegisch               | Stress                                   | 13 / 17                                          | 2                                                | Kein Halbfinale stattgefunden                    | Kein Halbfinale stattgefunden                    | Melodi Grand Prix 1968   |
| 1969 | Kirsti Sparboe                              | Oj, oj, oj, så glad jeg skal bli M/T: Arne Bendiksen                                                                                | Norwegisch               | Ui, ui, ui, wie glücklich ich sein werde | 16 / 16                                          | 1                                                | Kein Halbfinale stattgefunden                    | Kein Halbfinale stattgefunden                    | Melodi Grand Prix 1969   |
| 1970 | Auf Teilnahme verzichtet                    | Auf Teilnahme verzichtet | Auf Teilnahme verzichtet | Auf Teilnahme verzichtet                 | Auf Teilnahme verzichtet                         | Auf Teilnahme verzichtet                         | Auf Teilnahme verzichtet                         | Auf Teilnahme verzichtet                         | Auf Teilnahme verzichtet |
| 1971 | Hanne Krogh                                 | Lykken er … M/T: Arne Bendiksen | Norwegisch               | (Das) Glück ist …                        | 17 / 18                                          | 65                                               | Kein Halbfinale stattgefunden                    | Kein Halbfinale stattgefunden                    | Melodi Grand Prix 1971   |
| 1972 | Benny Borg & Grethe Kausland                | Småting M/T: Kåre Grøttum, Ivar Børsum                                                                                              | Norwegisch               | Kleine Dinge                             | 14 / 18                                          | 73                                               | Kein Halbfinale stattgefunden                    | Kein Halbfinale stattgefunden                    | Melodi Grand Prix 1972   |
| 1973 | Bendik Singers                              | It’s Just a Game M: Arne Bendiksen; T: Bob Williams                                                                                 | Englisch, Französisch a  | Es ist nur ein Spiel                     | 7 / 17                                           | 89                                               | Kein Halbfinale stattgefunden                    | Kein Halbfinale stattgefunden                    | Melodi Grand Prix 1973   |
| 1974 | Anne-Karine Strøm                           | The First Day of Love M: Frode Thingnæs; T: Philip A. Kruse                                                                         | Englisch                 | Der erste Tag der Liebe                  | 14 / 17                                          | 3                                                | Kein Halbfinale stattgefunden                    | Kein Halbfinale stattgefunden                    | Melodi Grand Prix 1974   |
| 1975 | Ellen Nikolaysen                            | Touch My Life (with Summer) M/T: Svein Hundsnes                                                                                     | Englisch                 | Berühre mein Leben (mit dem Sommer)      | 18 / 19                                          | 11                                               | Kein Halbfinale stattgefunden                    | Kein Halbfinale stattgefunden                    | Melodi Grand Prix 1975   |
| 1976 | Anne-Karine Strøm                           | Mata Hari M: Frode Thingnæs; T: Philip A. Kruse                                                                                     | Englisch                 | Mata Hari                                | 18 / 18                                          | 7                                                | Kein Halbfinale stattgefunden                    | Kein Halbfinale stattgefunden                    | Melodi Grand Prix 1976   |
| 1977 | Anita Skorgan                               | Casanova M: Svein Strugstad; T: Dag Nordtømme                                                                                       | Norwegisch               | Casanova                                 | 14 / 18                                          | 18                                               | Kein Halbfinale stattgefunden                    | Kein Halbfinale stattgefunden                    | Melodi Grand Prix 1977   |
| 1978 | Jahn Teigen                                 | Mil etter mil M/T: Kai Eide | Norwegisch               | Meile um Meile                           | 20 / 20                                          | 0                                                | Kein Halbfinale stattgefunden                    | Kein Halbfinale stattgefunden                    | Melodi Grand Prix 1978   |
| 1979 | Anita Skorgan                               | Oliver M: Anita Skorgan; T: Philip A. Kruse                                                                                         | Norwegisch               | Oliver                                   | 11 / 19                                          | 57                                               | Kein Halbfinale stattgefunden                    | Kein Halbfinale stattgefunden                    | Melodi Grand Prix 1979   |
| 1980 | Mattis Hætta & Sverre Kjelsberg             | Sámiid ædnan M: Sverre Kjelsberg; T: Ragnar Olsen                                                                                   | Norwegisch b             | Lappland                                 | 16 / 19                                          | 15                                               | Kein Halbfinale stattgefunden                    | Kein Halbfinale stattgefunden                    | Melodi Grand Prix 1980   |
| 1981 | Finn Kalvik                                 | Aldri i livet M/T: Finn Kalvik | Norwegisch               | Nie im Leben                             | 20 / 20                                          | 0                                                | Kein Halbfinale stattgefunden                    | Kein Halbfinale stattgefunden                    | Melodi Grand Prix 1981   |
| 1982 | Anita Skorgan & Jahn Teigen                 | Adieu M: Jahn Teigen; T: Herodes Falsk                                                                                              | Norwegisch               | Lebewohl                                 | 12 / 18                                          | 40                                               | Kein Halbfinale stattgefunden                    | Kein Halbfinale stattgefunden                    | Melodi Grand Prix 1982   |
| 1983 | Jahn Teigen                                 | Do-re-mi M: Anita Skorgan, Jahn Teigen; T: Jahn Teigen, Herodes Falsk                                                               | Norwegisch               | Do-re-mi                                 | 9 / 20                                           | 53                                               | Kein Halbfinale stattgefunden                    | Kein Halbfinale stattgefunden                    | Melodi Grand Prix 1983   |
| 1984 | Dollie de Luxe                              | Lenge leve livet M/T: Benedicte Adrian, Ingrid Bjørnov                                                                              | Norwegisch               | Lang lebe das Leben                      | 17 / 19                                          | 29                                               | Kein Halbfinale stattgefunden                    | Kein Halbfinale stattgefunden                    | Melodi Grand Prix 1984   |
| 1985 | Bobbysocks                                  | La det swinge M/T: Rolf Løvland | Norwegisch               | Lass es swingen                          | 1 / 19                                           | 123                                              | Kein Halbfinale stattgefunden                    | Kein Halbfinale stattgefunden                    | Melodi Grand Prix 1985   |
| 1986 | Ketil Stokkan                               | Romeo M/T: Ketil Stokkan | Norwegisch               | Romeo                                    | 12 / 20                                          | 44                                               | Kein Halbfinale stattgefunden                    | Kein Halbfinale stattgefunden                    | Melodi Grand Prix 1986   |
| 1987 | Kate                                        | Mitt liv M: Rolf Løvland; T: Rolf Løvland, Hanne Krogh                                                                              | Norwegisch               | Mein Leben                               | 9 / 22                                           | 65                                               | Kein Halbfinale stattgefunden                    | Kein Halbfinale stattgefunden                    | Melodi Grand Prix 1987   |
| 1988 | Karoline Krüger                             | For vår jord M: Erik Hillestad; T: Anita Skorgan                                                                                    | Norwegisch               | Für unsere Erde                          | 5 / 22                                           | 88                                               | Kein Halbfinale stattgefunden                    | Kein Halbfinale stattgefunden                    | Melodi Grand Prix 1988   |
| 1989 | Britt Synnøve Johansen                      | Venners nærhet M: Inge Enoksen; T: Leiv N. Grøtte                                                                                   | Norwegisch               | Die Nähe von Freunden                    | 17 / 21                                          | 30                                               | Kein Halbfinale stattgefunden                    | Kein Halbfinale stattgefunden                    | Melodi Grand Prix 1989   |
| 1990 | Ketil Stokkan                               | Brandenburger Tor M/T: Ketil Stokkan                                                                                                | Norwegisch               | Brandenburger Tor                        | 21 / 22                                          | 8                                                | Kein Halbfinale stattgefunden                    | Kein Halbfinale stattgefunden                    | Melodi Grand Prix 1990   |
| 1991 | Just 4 Fun                                  | Mrs. Thompson M: P. G. Roness, Kaare Skevik Jr.; T: Dag Kolsrud                                                                     | Norwegisch c             | Frau Thompson                            | 17 / 22                                          | 14                                               | Kein Halbfinale stattgefunden                    | Kein Halbfinale stattgefunden                    | interne Auswahl          |
| 1992 | Merethe Trøan                               | Visjoner M: Robert Morley; T: Eva Jansen                                                                                            | Norwegisch               | Visionen                                 | 18 / 23                                          | 23                                               | Kein Halbfinale stattgefunden                    | Kein Halbfinale stattgefunden                    | Melodi Grand Prix 1992   |
| 1993 | Silje Vige                                  | Alle mine tankar M/T: Bjørn-Erik Vige                                                                                               | Norwegisch               | All meine Gedanken                       | 5 / 25                                           | 120                                              | Kein Halbfinale stattgefunden                    | Kein Halbfinale stattgefunden                    | Melodi Grand Prix 1993   |
| 1994 | Elisabeth Andreassen & Jan Werner Danielsen | Duett M: Rolf Løvland; T: Hans Olaf Mørk                                                                                            | Norwegisch               | Duett                                    | 6 / 25                                           | 76                                               | Direkt für das Finale qualifiziert               | Direkt für das Finale qualifiziert               | Melodi Grand Prix 1994   |
| 1995 | Secret Garden                               | Nocturne M: Rolf Løvland; T: Petter Skavland                                                                                        | Norwegisch               | Nocturne                                 | 1 / 23                                           | 148                                              | Direkt für das Finale qualifiziert               | Direkt für das Finale qualifiziert               | Melodi Grand Prix 1995   |
| 1996 | Elisabeth Andreassen                        | I evighet M/T: Torhild Nigar | Norwegisch               | In Ewigkeit / Auf immer                  | 2 / 23                                           | 114                                              | Direkt für das Finale qualifiziert               | Direkt für das Finale qualifiziert               | Melodi Grand Prix 1996   |
| 1997 | Tor Endresen                                | San Francisco M: Tor Endresen, Arne Myksvoll; T: Tor Endresen                                                                       | Norwegisch               | San Francisco                            | 24 / 25                                          | 0                                                | Direkt für das Finale qualifiziert               | Direkt für das Finale qualifiziert               | Melodi Grand Prix 1997   |
| 1998 | Lars A. Fredriksen                          | Alltid sommer M: David Eriksen, Per-Kristian Ottestad.; T: Linda Johansen                                                           | Norwegisch               | Ewig Sommer                              | 8 / 25                                           | 79                                               | Direkt für das Finale qualifiziert               | Direkt für das Finale qualifiziert               | Melodi Grand Prix 1998   |
| 1999 | Van Eijk                                    | Living My Life Without You M/T: Sem, Stig Van Eijk, Peter Brandt                                                                    | Englisch                 | Mein Leben ohne dich zu leben            | 14 / 23                                          | 35                                               | Direkt für das Finale qualifiziert               | Direkt für das Finale qualifiziert               | Melodi Grand Prix 1999   |
| 2000 | Charmed                                     | My Heart Goes Boom M: Morten Henriksen; T: Tore Madsen,                                                                             | Englisch                 | Mein Herz macht bumm                     | 11 / 24                                          | 57                                               | Direkt für das Finale qualifiziert               | Direkt für das Finale qualifiziert               | Melodi Grand Prix 2000   |
| 2001 | Haldor Lægreid                              | On My Own M: Ole Henrik Antonsen, Tom-Steinar Hanssen; T: Ole Henrik Antonsen, Tom-Steinar Hanssen, Ole Jørgen Olsen                | Englisch                 | Alleine                                  | 22 / 23                                          | 3                                                | Direkt für das Finale qualifiziert               | Direkt für das Finale qualifiziert               | Melodi Grand Prix 2001   |
| 2002 | Nicht qualifiziert                          | Nicht qualifiziert | Nicht qualifiziert       | Nicht qualifiziert                       | Nicht qualifiziert                               | Nicht qualifiziert                               | Nicht qualifiziert                               | Nicht qualifiziert                               | Nicht qualifiziert       |
| 2003 | Jostein Hasselgård                          | I’m Not Afraid to Move On M/T: Arve Furset                                                                                          | Englisch                 | Ich habe keine Angst, weiter zu gehen    | 4 / 26                                           | 123                                              | Direkt für das Finale qualifiziert               | Direkt für das Finale qualifiziert               | Melodi Grand Prix 2003   |
| 2004 | Knut Anders Sørum                           | High M: Thomas Thörnholm, Lars Andersson; T: Dan Attlerud                                                                           | Englisch                 | Hoch                                     | 24 / 24                                          | 3                                                | Direkt für das Finale qualifiziert               | Direkt für das Finale qualifiziert               | Melodi Grand Prix 2004   |
| 2005 | Wig Wam                                     | In My Dreams M/T: Trond Holter | Englisch                 | In meinen Träumen                        | 9 / 24                                           | 125                                              | 6 / 25                                           | 164                                              | Melodi Grand Prix 2005   |
| 2006 | Christine Guldbrandsen                      | Alvedansen M/T: Kjetil Fluge, Atle Halstensen, Christine Guldbrandsen; T: Kjetil Fluge, Christine Guldbrandsen                      | Norwegisch               | Der Elfentanz                            | 14 / 24                                          | 36                                               | Direkt für das Finale qualifiziert               | Direkt für das Finale qualifiziert               | Melodi Grand Prix 2006   |
| 2007 | Guri Schanke                                | Ven a bailar conmigo M/T: Thomas G:son                                                                                              | Englisch, Spanisch       | Komm, tanz mit mir                       | Ausgeschieden                                    | Ausgeschieden                                    | 18 / 28                                          | 48                                               | Melodi Grand Prix 2007   |
| 2008 | Maria Haukaas Storeng                       | Hold On Be Strong M/T: Mira Craig                                                                                                   | Englisch                 | Halte durch und sei stark                | 5 / 25                                           | 182                                              | 4 / 19                                           | 106                                              | Melodi Grand Prix 2008   |
| 2009 | Alexander Rybak                             | Fairytale M/T: Alexander Rybak | Englisch                 | Märchen                                  | 1 / 25                                           | 387                                              | 1 / 19                                           | 201                                              | Melodi Grand Prix 2009   |
| 2010 | Didrik Solli-Tangen                         | My Heart Is Yours M/T: Fredrik Kempe, Hanne Sørvaag                                                                                 | Englisch                 | Mein Herz ist deins                      | 20 / 25                                          | 35                                               | Direkt für das Finale qualifiziert               | Direkt für das Finale qualifiziert               | Melodi Grand Prix 2010   |
| 2011 | Stella Mwangi                               | Haba haba M: BeyondFM, Big City; T: Stella Mwangi                                                                                   | Englisch, Swahili        | Nach und nach                            | Ausgeschieden                                    | Ausgeschieden                                    | 17 / 19                                          | 30                                               | Melodi Grand Prix 2011   |
| 2012 | Tooji                                       | Stay M/T: Tooji, Peter Boström, Figge Boström                                                                                       | Englisch                 | Bleib’                                   | 26 / 26                                          | 7                                                | 10 / 18                                          | 45                                               | Melodi Grand Prix 2012   |
| 2013 | Margaret Berger                             | I Feed You My Love M/T: Karin Park, Robin Mortensen Lynch, Niklas Olovsen                                                           | Englisch                 | Ich gebe Dir meine Liebe                 | 4 / 26                                           | 191                                              | 3 / 17                                           | 120                                              | Melodi Grand Prix 2013   |
| 2014 | Carl Espen                                  | Silent Storm M/T: Josefin Winther                                                                                                   | Englisch                 | Stiller Sturm                            | 8 / 26                                           | 88                                               | 6 / 15                                           | 77                                               | Melodi Grand Prix 2014   |
| 2015 | Mørland & Debrah Scarlett                   | A Monster Like Me M/T: Kjetil Mørland                                                                                               | Englisch                 | Ein Monster wie ich                      | 8 / 27                                           | 102                                              | 4 / 17                                           | 123                                              | Melodi Grand Prix 2015   |
| 2016 | Agnete                                      | Icebreaker M/T: Agnete Johnsen, Gabriel Alares, Ian Curnow                                                                          | Englisch                 | Eisbrecher                               | Ausgeschieden                                    | Ausgeschieden                                    | 13 / 18                                          | 63                                               | Melodi Grand Prix 2016   |
| 2017 | JOWST feat. Aleksander Walmann              | Grab the Moment M: Joakim With Steen; T: Jonas McDonnell                                                                            | Englisch                 | Ergreife den Augenblick                  | 10 / 26                                          | 158                                              | 5 / 18                                           | 189                                              | Melodi Grand Prix 2017   |
| 2018 | Alexander Rybak                             | That’s How You Write a Song M/T: Alexander Rybak                                                                                    | Englisch                 | So schreibt man ein Lied                 | 15 / 26                                          | 144                                              | 1 / 18                                           | 266                                              | Melodi Grand Prix 2018   |
| 2019 | KEiiNO                                      | Spirit in the Sky M: Tom Hugo, Henrik Tala, Fred Buljo, Rüdiger Schramm; T: Alexander Olsson, Tom Hugo, Fred Buljo, Alexandra Rotan | Englisch, Nordsamisch    | Geist im Himmel                          | 6 / 26                                           | 331                                              | 7 / 18                                           | 210                                              | Melodi Grand Prix 2019   |
| 2020 | Ulrikke Brandstorp                          | Attention M/T: Christian Ingebrigtsen, Kjetil Mørland, Ulrikke Brandstorp                                                           | Englisch                 | Aufmerksamkeit                           | Absage wegen der COVID-19-Pandemie durch die EBU | Absage wegen der COVID-19-Pandemie durch die EBU | Absage wegen der COVID-19-Pandemie durch die EBU | Absage wegen der COVID-19-Pandemie durch die EBU | Melodi Grand Prix 2020   |
| 2021 | TIX                                         | Fallen Angel M/T: Andreas Haukeland, Mathias Haukeland, Emelie Hollow                                                               | Englisch                 | Gefallener Engel                         | 18 / 26                                          | 75                                               | 10 / 16                                          | 115                                              | Melodi Grand Prix 2021   |
| 2022 | Subwoolfer                                  | Give That Wolf a Banana M/T: Keith, Jim                                                                                             | Englisch                 | Gib diesem Wolf eine Banane              | 10 / 25                                          | 182                                              | 6 / 17                                           | 177                                              | Melodi Grand Prix 2022   |
| 2023 | Alessandra                                  | Queen of Kings M/T: Alessandra Mele, Henning Olerud, Linda Dale, Stanley Ferdinandez                                                | Englisch                 | Königin der Könige                       | 5 / 26                                           | 268                                              | 6 / 15                                           | 102                                              | Melodi Grand Prix 2023   |
| 2024 | Gåte                                        | Ulveham M/T: Sveinung Eklo Sundli, Ronny Graff Janssen, Marit Jensen Lillebuen, Gunnhild Sundli, Magnus Børmark, Jon Even Schärer   | Norwegisch               | Wolfshaut                                | 25 / 25                                          | 16                                               | 10 / 16                                          | 43                                               | Melodi Grand Prix 2024   |
| 2025 | Kyle Alessandro                             | Lighter M/T: Kyle Alessandro, Adam Woods                                                                                            | Englisch                 | Feuerzeug                                | 18 / 26                                          | 89                                               | 8 / 15                                           | 82                                               | Melodi Grand Prix 2025   |
| 2026 |                                             | |                          |                                          |                                                  |                                                  |                                                  |                                                  | Melodi Grand Prix 2026   |

## Nationale Vorentscheide
Nahezu alle norwegischen Beiträge wurden in einem nationalen Vorentscheid unter dem Titel Melodi Grand Prix gewählt, lediglich die Retortenband Just4Fun 1991 wurde intern ausgewählt. Über die Jahre bediente sich Norwegen verschiedenster Systeme zur Auswahl:

### Der „Klassiker“
Am häufigsten veranstaltete der norwegische Fernsehsender einen „klassischen“ Vorentscheid: Zwischen acht und zwölf Künstler stellen an einem Abend jeweils einen Titel vor, über den Favoriten wird schließlich abgestimmt. Angewandt wurde diese Methode 1969 bis 1971, 1978 bis 1981, 1983 bis 1990, 1992 bis 1994 sowie 1996 bis 2005.

### Systeme mit Vorrunden
1960 sowie 1977, 1982 und 1995 wurden vor dem großen Finale mehrere Halbfinalrunden veranstaltet. Diese waren meist nach Regionen aufgeteilt und enthielten oft nur wenige Lieder, wie zum Beispiel 1982 nur zwei Beiträge je Vorrunde. 2006 wurde ein neuer Modus mit Halbfinalrunden eingeführt: Es fanden drei Vorrunden sowie eine „Letzte Chance“ statt, bei der ausgeschiedene Teilnehmer nochmals ihr Glück versuchen konnten. Bis 2011 wurde dieser Modus angewendet. Von 2012 bis 2014 gab es lediglich noch drei Vorrunden und ein Finale. Schließlich wurde die „Letzte Chance“-Runde eingestellt.
2020 sollen aufgrund des 60-jährigen Bestehens des Melodi Grand Prix zum ersten Mal seit 2014 wieder mehrere Vorrunden stattfinden.

### System mit doppeltem Orchester
1961 bis 1968 sowie 1972 bis 1976 wurden beim norwegischen Vorentscheid jeweils fünf Lieder vorgestellt. Jedes Lied wurden von zwei Künstlern unabhängig voneinander gesungen, einmal mit kleiner Band oder kleinem Orchester und einmal mit großem Orchester. Ein ähnliches System wurde in den 1950er und frühen 1960er Jahren auch von den Niederlanden angewandt.

### System mitGoldfinaleundGoldduell
2015 wurde das Vorrunden-System abgeschafft, seither treten nur noch zehn Interpreten in einem Finale gegeneinander an. 2015 und 2016 kamen vier davon, welche zu 100 % per Televoting bestimmt wurden, in das sog. Goldfinale (Superfinale). Dort entschied dann lediglich das Televoting, das nach Regionen getrennt vorgelesen wurde, über den Sieger. 2017 wurde dann erstmals seit 2001 wieder eine Jury eingeführt. Von nun an entschieden die Zuschauer zusammen mit dieser international besetzten Jury, welche vier Interpreten das Goldfinale erreichten. Im Goldfinale bestimmten dann weiterhin alleine die Zuschauer den Sieger. 2018 wurde dieses System erweitert. Nun zogen die zwei besten Interpreten aus dem Goldfinale, ins Goldduell ein. Dort entschieden dann erneut die Zuschauer aus zwei Interpreten den Sieger. Auch 2019 wurde dieses System angewendet.

### Abstimmungsmodi
Bis Mitte der 1990er Jahre wurde im Vorentscheid immer per Jury entschieden, die teilweise aus einer regional aufgeteilten Zuschauerjury sowie einer Expertenjury bestand, die häufig auch frühere Teilnehmer am Wettbewerb enthielt, wie zum Beispiel 1985 Anne-Marie David. 1997 wurde zusätzlich zu den Jurys das Telefonvoting eingeführt, das über die Jahre an Gewichtung zunahm; von 2003 bis 2016 wurde ausschließlich per Telefon oder SMS abgestimmt. Seit 2017 bestimmt eine internationale Jury zu 50 % das Ergebnis der ersten Runde, die anderen 50 % stammen von der Zuschauerabstimmung.

## Sprachen
Norwegen hat in den Jahren ohne Sprachregelung (1972 bis 1976 sowie 1999 bis heute) – wie die anderen skandinavischen Länder – fast immer die Chance genutzt und seine Beiträge zumindest teilweise auf Englisch vortragen lassen, Ausnahmen waren nur die Jahre 1972, 2006, 2007 und 2019. 2006 ist anzumerken, dass Alvedansen unter den 24 Liedern beim Vorentscheid das einzige in der Landessprache war. Just a Game aus dem Jahr 1973 wurde hauptsächlich auf Englisch und Französisch gesungen, enthielt aber auch Worte in den Landessprachen jedes teilnehmenden Landes dieses Jahres. 2007 enthielt der norwegische Beitrag mit Ven a bailar conmigo eine spanische Titelzeile. 2019 enthielt das Lied Spirit in the Sky eine wiederholte Textzeile auf Nordsamisch.
Von der Mehrheit der norwegischen Beiträge wurde eine englische Fassung aufgenommen. Gelegentlich wurden die Beiträge auch in anderen Sprachen wie Schwedisch, Deutsch oder Französisch veröffentlicht.
Auffällig häufig wurden international verständliche Titel für die Beiträge gewählt, so zum Beispiel Namen (Mata Hari, Casanova, Oliver, Romeo, Mrs. Thompson), Orte (Sommer i Palma, Brandenburger Tor, San Francisco) sowie Worte, die in vielen Sprachen ähnlich klingen (Spiral, Karussell, Stress, Visjoner, Duett), aber auch Sinnfreies wie Oj, oj, oj oder Voi voi beziehungsweise Wörter aus anderen Sprachen wie Do-re-mi, was im Italienischen die ersten drei Töne der C-Dur-Tonleiter „C-D-E“ sind.

## Ausgetragene Wettbewerbe
| Jahr | Stadt  | Austragungsort | Moderation                                   |
| ---- | ------ | -------------- | -------------------------------------------- |
| 1986 | Bergen | Grieghallen    | Åse Kleveland                                |
| 1996 | Oslo   | Oslo Spektrum  | Ingvild Bryn & Morten Harket                 |
| 2010 | Oslo   | Telenor Arena  | Nadia Hasnaoui, Haddy N’jie & Erik Solbakken |

## Liste der Kommentatoren und Punktesprecher
Diese Liste der Kommentatoren und Punktesprecher beginnt mit dem Beginn der TV-Übertragungen in Norwegen.
| Jahr | TV-Kommentator                                                                          | Radiokommentator                          | Punktesprecher                      |
| ---- | --------------------------------------------------------------------------------------- | ----------------------------------------- | ----------------------------------- |
| 1960 | Erik Diesen                                                                             | Erik Diesen                               | –                                   |
| 1961 | Leif Rustad                                                                             | Leif Rustad                               | –                                   |
| 1962 | Odd Grythe                                                                              | Odd Grythe                                | –                                   |
| 1963 | Øivind Johnssen                                                                         | Øivind Johnssen                           | –                                   |
| 1964 | Odd Grythe                                                                              | Odd Grythe                                | –                                   |
| 1965 | Erik Diesen                                                                             | Erik Diesen                               | –                                   |
| 1966 | Sverre Christophersen                                                                   | Sverre Christophersen                     | –                                   |
| 1967 | Erik Diesen                                                                             | Erik Diesen                               | Sverre Christophersen               |
| 1968 | Roald Øyen                                                                              | Roald Øyen                                | –                                   |
| 1969 | Sverre Christophersen                                                                   | Sverre Christophersen                     | Janka Polanyi                       |
| 1970 | Keine Übertragung                                                                       | Keine Übertragung                         | Auf Teilnahme verzichtet            |
| 1971 | Sverre Christophersen                                                                   | Sverre Christophersen                     | Kein Punktesprecher                 |
| 1972 | Roald Øyen                                                                              | Roald Øyen                                | Kein Punktesprecher                 |
| 1973 | John Andreassen                                                                         | John Andreassen                           | Kein Punktesprecher                 |
| 1974 | John Andreassen                                                                         | Erik Heyerdahl                            | Kein Punktesprecher                 |
| 1975 | John Andreassen                                                                         | John Andreassen                           | Kein Punktesprecher                 |
| 1976 | Jo Vestley                                                                              | Erik Heyerdahl                            | Kein Punktesprecher                 |
| 1977 | John Andreassen                                                                         | Erik Heyerdahl                            | Kein Punktesprecher                 |
| 1978 | Bjørn Scheele                                                                           | Erik Heyerdahl                            | Kein Punktesprecher                 |
| 1979 | Egil Teige                                                                              | Erik Heyerdahl                            | Kein Punktesprecher                 |
| 1980 | Knut Aunbu                                                                              | Erik Heyerdahl                            | Kein Punktesprecher                 |
| 1981 | Knut Aunbu                                                                              | Erik Heyerdahl                            | Kein Punktesprecher                 |
| 1982 | Bjørn Scheele                                                                           | Erik Heyerdahl                            | Kein Punktesprecher                 |
| 1983 | Ivar Dyrhaug                                                                            | Erik Heyerdahl                            | Kein Punktesprecher                 |
| 1984 | Roald Øyen                                                                              | Erik Heyerdahl                            | Kein Punktesprecher                 |
| 1985 | Veslemøy Kjendsli                                                                       | Jahn Teigen & Erik Heyerdahl              | Kein Punktesprecher                 |
| 1986 | Knut Bjørnsen                                                                           | Knut Bjørnsen                             | Kein Punktesprecher                 |
| 1987 | John Andreassen                                                                         | John Andreassen                           | Kein Punktesprecher                 |
| 1988 | John Andreassen                                                                         | John Andreassen                           | Andreas Diesen                      |
| 1989 | John Andreassen                                                                         | John Andreassen                           | –                                   |
| 1990 | Leif Erik Forberg                                                                       | Leif Erik Forberg                         | –                                   |
| 1991 | John Andreassen & Jahn Teigen                                                           | John Andreassen & Jahn Teigen             | –                                   |
| 1992 | John Andreassen                                                                         | Leif Erik Forberg & Vidar Lønn-Arnesen    | –                                   |
| 1993 | Leif Erik Forberg                                                                       | Leif Erik Forberg                         | –                                   |
| 1994 | Jostein Pedersen                                                                        | Jostein Pedersen                          | Sverre Christophersen               |
| 1995 | Annette Groth                                                                           | Stein Dag Jensen                          | Sverre Christophersen               |
| 1996 | Jostein Pedersen                                                                        | Stein Dag Jensen & Anita Skorgan          | Ragnhild Sælthun Fjørtoft           |
| 1997 | Jostein Pedersen                                                                        | Kristian Lindeman                         | Ragnhild Sælthun Fjørtoft           |
| 1998 | Jostein Pedersen                                                                        | Stein Dag Jensen                          | Ragnhild Sælthun Fjørtoft           |
| 1999 | Jostein Pedersen                                                                        | Jon Branæs                                | Ragnhild Sælthun Fjørtoft           |
| 2000 | Jostein Pedersen                                                                        | Stein Dag Jensen                          | Marit Åslein                        |
| 2001 | Jostein Pedersen                                                                        | Stein Dag Jensen & Hege Tepstad           | Roald Øyen                          |
| 2002 | Jostein Pedersen                                                                        | Kein Radioübertragung                     | Nicht qualifiziert                  |
| 2003 | Jostein Pedersen                                                                        | Kein Radioübertragung                     | Roald Øyen                          |
| 2004 | Jostein Pedersen                                                                        | Kein Radioübertragung                     | Ingvild Helljesen                   |
| 2005 | Jostein Pedersen                                                                        | Kein Radioübertragung                     | Ingvild Helljesen                   |
| 2006 | Jostein Pedersen                                                                        | Kein Radioübertragung                     | Ingvild Helljesen                   |
| 2007 | Per Sundnes                                                                             | Kein Radioübertragung                     | Synnøve Svabø                       |
| 2008 | Hanne Hoftun                                                                            | Kein Radioübertragung                     | Stian Barsnes-Simonsen              |
| 2009 | Synnøve Svabø                                                                           | Kein Radioübertragung                     | Stian Barsnes-Simonsen              |
| 2010 | Olav Viksmo-Slettan                                                                     | Kein Radioübertragung                     | Anne Rimmen                         |
| 2011 | Olav Viksmo-Slettan                                                                     | Kein Radioübertragung                     | Nadia Hasnaoui                      |
| 2012 | Olav Viksmo-Slettan                                                                     | Kein Radioübertragung                     | Nadia Hasnaoui                      |
| 2013 | Olav Viksmo-Slettan                                                                     | Kein Radioübertragung                     | Tooji                               |
| 2014 | Olav Viksmo-Slettan                                                                     | Kein Radioübertragung                     | Margrethe Røed                      |
| 2015 | Olav Viksmo-Slettan (NRK1) Ronny Brede Aase, Silje Nordnes & Markus Neby (NRK3; Finale) | Per Sundnes                               | Margrethe Røed                      |
| 2016 | Olav Viksmo-Slettan (NRK1) Ronny Brede Aase, Silje Nordnes & Markus Neby (NRK3; Finale) | Ole Christian Øen                         | Elisabeth Andreassen                |
| 2017 | Olav Viksmo-Slettan (NRK1) Ronny Brede Aase, Silje Nordnes & Markus Neby (NRK3; Finale) | Ole Christian Øen                         | Marcus & Martinus                   |
| 2018 | Olav Viksmo-Slettan (NRK1) Ronny Brede Aase, Silje Nordnes & Markus Neby (NRK3; Finale) | Ole Christian Øen                         | Aleksander Walmann & Jowst          |
| 2019 | Olav Viksmo-Slettan (NRK1) Ronny Brede Aase, Silje Nordnes & Markus Neby (NRK3; Finale) | Ole Christian Øen                         | Alexander Rybak                     |
| 2021 | Marte Stokstad (NRK1) Martin Lepperøed & Adelina Ibishi (NRK3; Finale)                  | Ole Christian Øen                         | Silje Skjemstad Cruz                |
| 2022 | Marte Stokstad                                                                          | Jon Marius Hyttebakk & Marit Sofie Strand | Tix                                 |
| 2023 | Marte Stokstad                                                                          | Jon Marius Hyttebakk (NRK P1)             | Ben Adams                           |
| 2023 | Arian Engebø, Egil Skurdal, Adelina Ibishi & Nate Kahungu (NRK P3; Finale)              |                                           | Ben Adams                           |
| 2024 | Marte Stokstad                                                                          | Jon Marius Hyttebakk                      | Alessandra Mele Ingvild Helljesen d |
| 2025 | Marte Stokstad                                                                          | Jon Marius Hyttebakk                      | Tom Hugo                            |

## Punktevergabe
Folgende Länder erhielten die meisten Punkte von oder vergaben die meisten Punkte an Norwegen (Stand: 2025):
| Die meisten im Finale vergebenen Punkte | Die meisten im Finale vergebenen Punkte | Die meisten im Finale vergebenen Punkte |
| Platz                                   | Land                                    | Punkte                                  |
| --------------------------------------- | --------------------------------------- | --------------------------------------- |
| 1                                       | Schweden                                | 452                                     |
| 2                                       | Dänemark                                | 221                                     |
| 3                                       | Frankreich                              | 202                                     |
| 4                                       | Vereinigtes Königreich                  | 182                                     |
| 5                                       | Irland                                  | 174                                     |

| Die meisten im Finale erhaltenen Punkte | Die meisten im Finale erhaltenen Punkte | Die meisten im Finale erhaltenen Punkte |
| Platz                                   | Land                                    | Punkte                                  |
| --------------------------------------- | --------------------------------------- | --------------------------------------- |
| 1                                       | Schweden                                | 271                                     |
| 2                                       | Dänemark                                | 209                                     |
| 3                                       | Island                                  | 196                                     |
| 4                                       | Irland                                  | 180                                     |
| 5                                       | Finnland                                | 167                                     |

| Die meisten insgesamt vergebenen Punkte | Die meisten insgesamt vergebenen Punkte | Die meisten insgesamt vergebenen Punkte |
| Platz                                   | Land                                    | Punkte                                  |
| --------------------------------------- | --------------------------------------- | --------------------------------------- |
| 1                                       | Schweden                                | 584                                     |
| 2                                       | Dänemark                                | 324                                     |
| 3                                       | Niederlande                             | 233                                     |
| 4                                       | Finnland                                | 231                                     |
| 5                                       | Israel                                  | 228                                     |

| Die meisten insgesamt erhaltenen Punkte | Die meisten insgesamt erhaltenen Punkte | Die meisten insgesamt erhaltenen Punkte |
| Platz                                   | Land                                    | Punkte                                  |
| --------------------------------------- | --------------------------------------- | --------------------------------------- |
| 1                                       | Schweden                                | 381                                     |
| 2                                       | Dänemark                                | 317                                     |
| 3                                       | Niederlande                             | 257                                     |
| 4                                       | Island                                  | 255                                     |
| 5                                       | Irland                                  | 251                                     |

### Vergaben der Höchstwertung
Seit 1975 vergab Norwegen im Finale die Höchstpunktzahl an 25 verschiedene Länder, davon elfmal an Schweden. Im Halbfinale vergab Norwegen die Höchstpunktzahl an elf verschiedene Länder, davon sechsmal an Schweden.
| Höchstwertung (Finale) | Höchstwertung (Finale) | Höchstwertung (Finale) |
| Jahr                   | Land                   | Platz (Finale)         |
| ---------------------- | ---------------------- | ---------------------- |
| 1975                   | Niederlande            | 1                      |
| 1976                   | Vereinigtes Königreich | 1                      |
| 1977                   | Irland                 | 3                      |
| 1978                   | Irland                 | 5                      |
| 1979                   | Israel                 | 1                      |
| 1980                   | Irland                 | 1                      |
| 1981                   | Schweiz                | 4                      |
| 1982                   | Zypern                 | 5                      |
| 1983                   | Schweden               | 3                      |
| 1984                   | Dänemark               | 4                      |
| 1985                   | Schweden               | 1                      |
| 1986                   | Luxemburg              | 3                      |
| 1987                   | Jugoslawien            | 4                      |
| 1988                   | Schweden               | 12                     |
| 1989                   | Vereinigtes Königreich | 2                      |
| 1990                   | Frankreich             | 2                      |
| 1991                   | Frankreich             | 2                      |
| 1992                   | Italien                | 4                      |
| 1993                   | Irland                 | 1                      |
| 1994                   | Irland                 | 1                      |
| 1995                   | Dänemark               | 5                      |
| 1996                   | Portugal               | 6                      |
| 1997                   | Frankreich             | 7                      |
| 1998                   | Malta                  | 3                      |
| 1999                   | Schweden               | 1                      |
| 2000                   | Lettland               | 3                      |
| 2001                   | Dänemark               | 2                      |
| 2002                   | Nicht qualifiziert     | Nicht qualifiziert     |
| 2003                   | Island                 | 8                      |
| 2004                   | Schweden               | 6                      |
| 2005                   | Dänemark               | 9                      |
| 2006                   | Finnland               | 1                      |
| 2007                   | Schweden               | 18                     |
| 2008                   | Dänemark               | 15                     |
| 2009                   | Island                 | 2                      |
| 2010                   | Deutschland            | 1                      |
| 2011                   | Finnland               | 21                     |
| 2012                   | Schweden               | 1                      |
| 2013                   | Schweden               | 14                     |
| 2014                   | Niederlande            | 2                      |
| 2015                   | Schweden               | 1                      |
| 2016                   | Italien (J)            | 16                     |
| 2016                   | Litauen (T)            | 9                      |
| 2017                   | Bulgarien (J)          | 2                      |
| 2017                   | Portugal (T)           | 1                      |
| 2018                   | Deutschland (J)        | 4                      |
| 2018                   | Litauen (T)            | 12                     |
| 2019                   | Tschechien (J)         | 11                     |
| 2019                   | Schweden (T)           | 5                      |
| 2020                   | Wettbewerb abgesagt    | Wettbewerb abgesagt    |
| 2021                   | Malta (J)              | 7                      |
| 2021                   | Litauen (T)            | 8                      |
| 2022                   | Griechenland (J)       | 8                      |
| 2022                   | Ukraine (T)            | 1                      |
| 2023                   | Finnland (J & T)       | 2                      |
| 2024                   | Schweiz (J)            | 1                      |
| 2024                   | Kroatien (T)           | 2                      |
| 2025                   | Österreich (J)         | 1                      |
| 2025                   | Schweden (T)           | 4                      |

| Höchstwertung (Halbfinale) | Höchstwertung (Halbfinale) | Höchstwertung (Halbfinale) |
| Jahr                       | Land                       | Platz (Halbfinale)         |
| -------------------------- | -------------------------- | -------------------------- |
| 2004                       | Bosnien und Herzegowina    | 7                          |
| 2005                       | Dänemark                   | 3                          |
| 2006                       | Bosnien und Herzegowina    | 2                          |
| 2007                       | Island                     | 13                         |
| 2008                       | Bosnien und Herzegowina    | 9                          |
| 2009                       | Dänemark                   | 8                          |
| 2010                       | Schweden                   | 11                         |
| 2011                       | Finnland                   | 3                          |
| 2012                       | Schweden                   | 1                          |
| 2013                       | Malta                      | 4                          |
| 2014                       | Finnland                   | 3                          |
| 2015                       | Schweden                   | 1                          |
| 2016                       | Australien (J)             | 1                          |
| 2016                       | Litauen (T)                | 4                          |
| 2017                       | Bulgarien (J & T)          | 1                          |
| 2018                       | Schweden (J)               | 2                          |
| 2018                       | Dänemark (T)               | 5                          |
| 2019                       | Schweden (J)               | 3                          |
| 2019                       | Litauen (T)                | 11                         |
| 2020                       | Wettbewerb abgesagt        | Wettbewerb abgesagt        |
| 2021                       | Malta (J)                  | 1                          |
| 2021                       | Litauen (T)                | 4                          |
| 2022                       | Griechenland (J & T)       | 3                          |
| 2023                       | Finnland                   | 1                          |
| 2024                       | Israel                     | 1                          |
| 2025                       | Schweden                   | 4                          |

## Verschiedenes
- Arne Bendiksen hat vier der norwegischen Beiträge geschrieben oder mitgeschrieben, als er aber 1964 selbst als Sänger teilnahm, sang er eine fremde Komposition. Rolf Løvland liegt bei diesem Rekord gleich auf, er hat ebenfalls vier Titel komponiert – darunter zwei Sieger im Wettbewerb.
- Der Siegertitel Nocturne von 1995 hält einen Rekord: Nie hatte ein Beitrag im Wettbewerb weniger Gesangsanteil, dieser nimmt nur 40 Sekunden im Lied ein.
- Elisabeth Andreassen war 1985 Teil des sieghaften Duos Bobbysocks. In Göteborg trat sie unter anderem gegen die schwedische Vertreterin Kikki Danielsson an, mit der sie noch 1982 zusammen Schweden unter dem Namen Chips vertreten hatte.
- Norwegen landete seit der ersten Teilnahme 1960 elfmal auf dem letzten Platz, so oft wie kein anderes Land.
- 2009 wurde Norwegen zum ersten Land, das über 300 Punkte erhielt.
- Hätte es 2019 ein reines Zuschauervoting gegeben, hätte Norwegen gewonnen.

## Impressionen

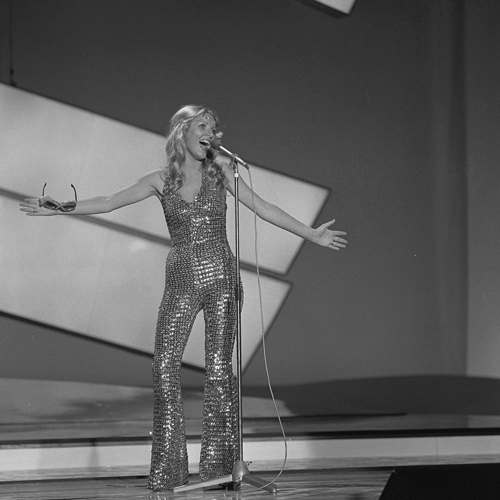
Anne-Karine Strøm 1976
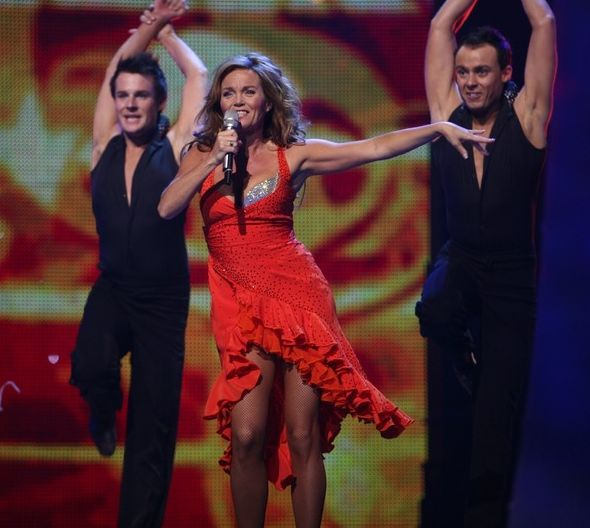
Guri Schanke 2007
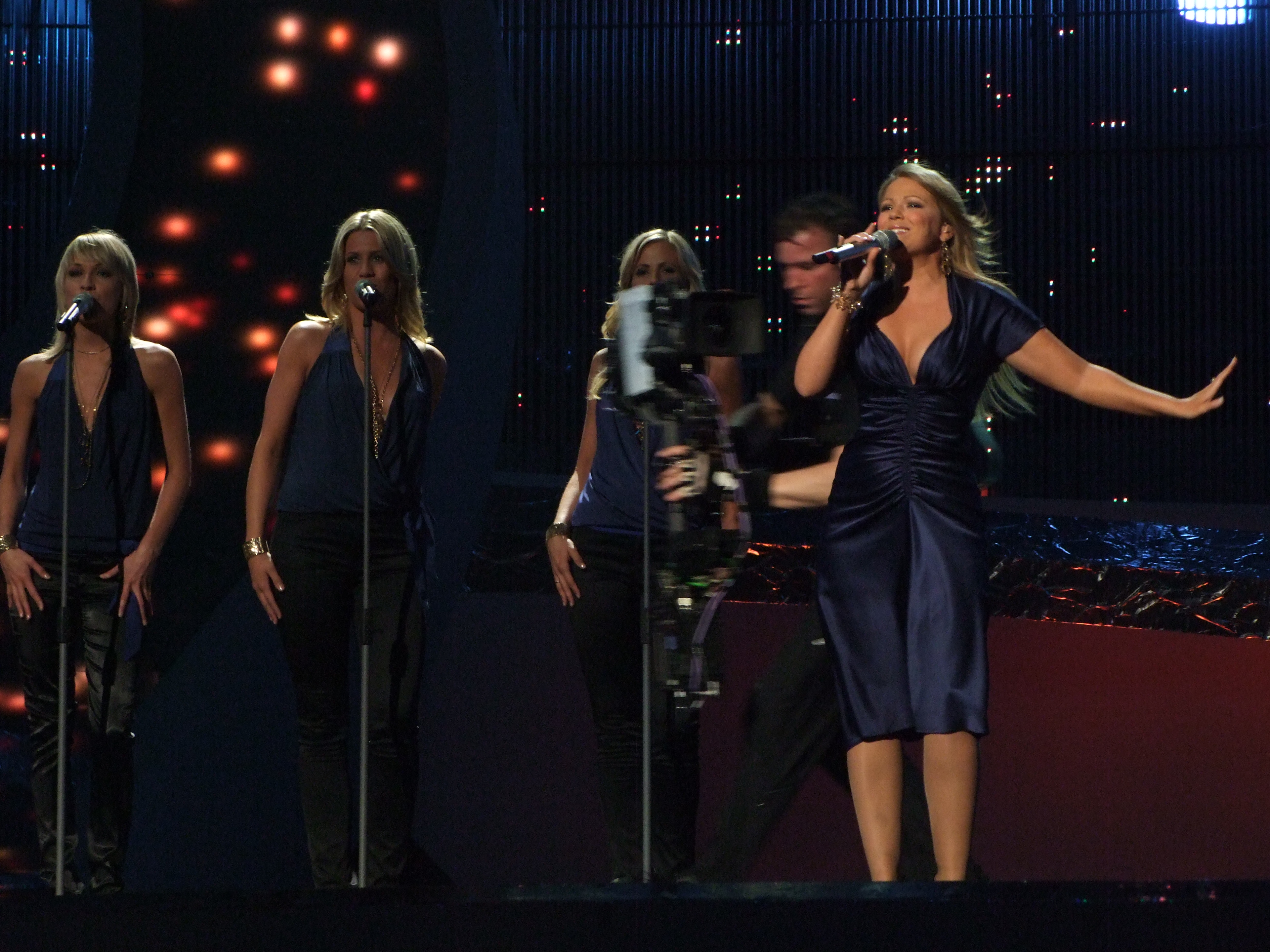
Maria Haukaas Storeng 2008
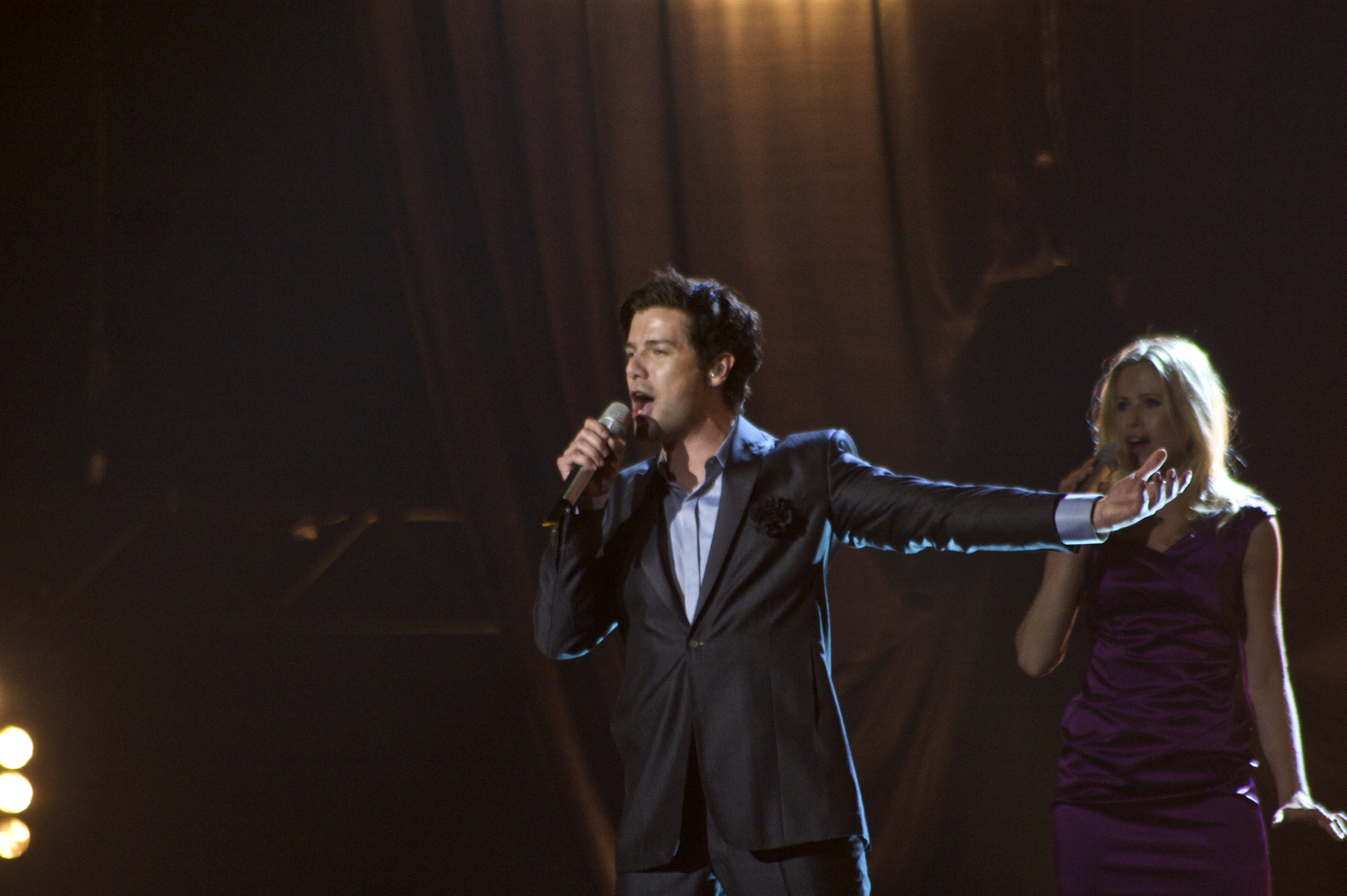
Didrik Solli-Tangen 2010
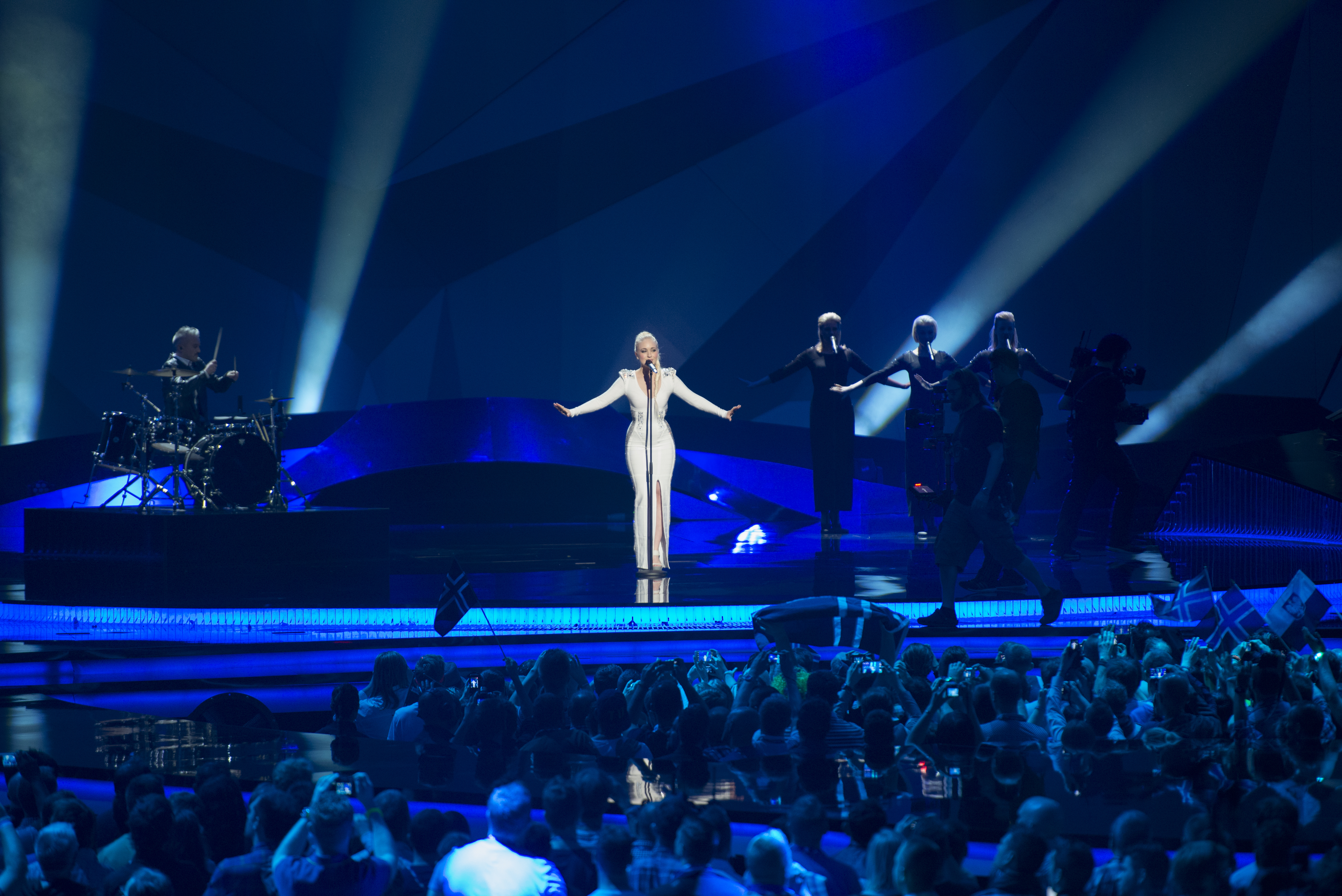
Margaret Berger 2013
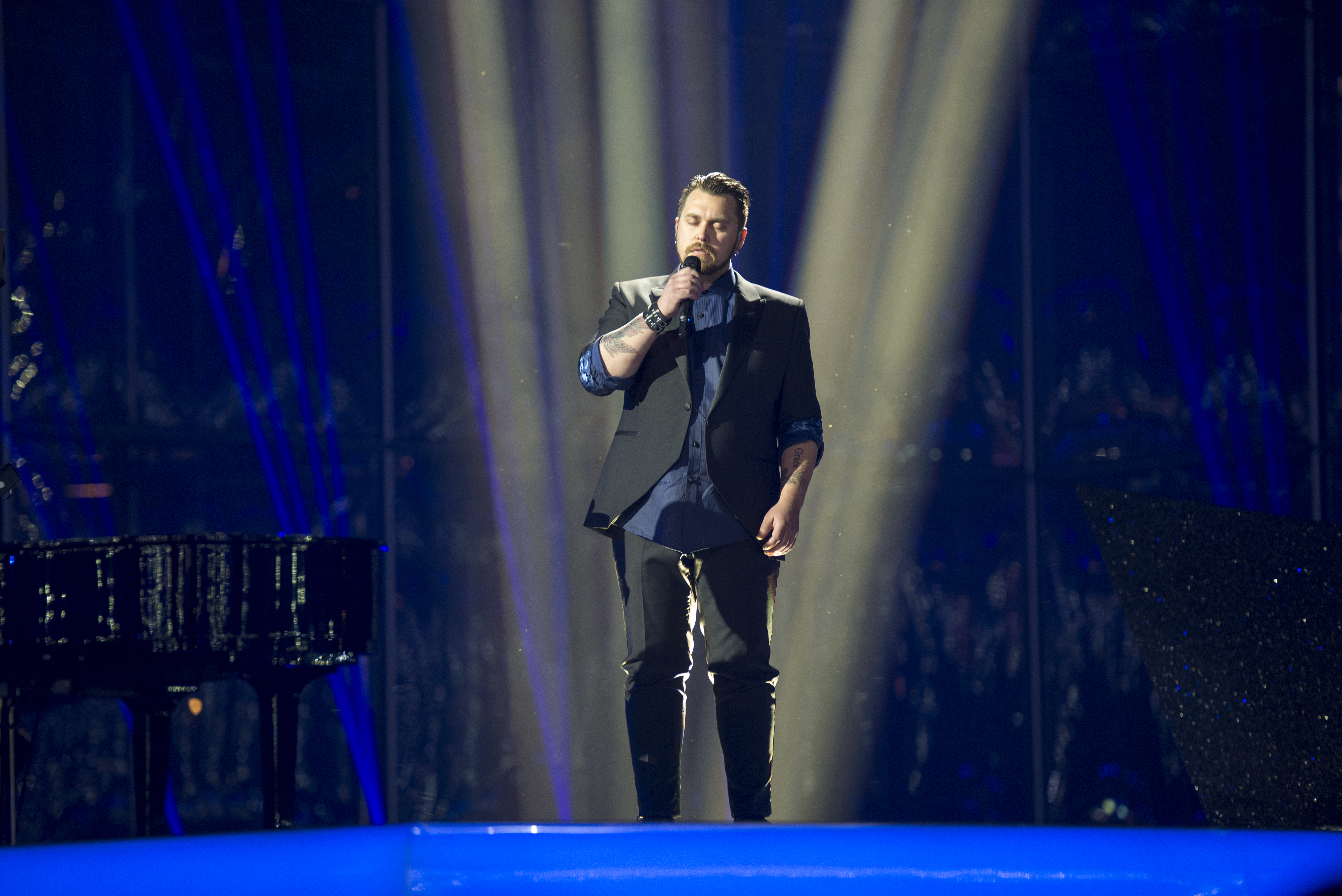
Carl Espen 2014
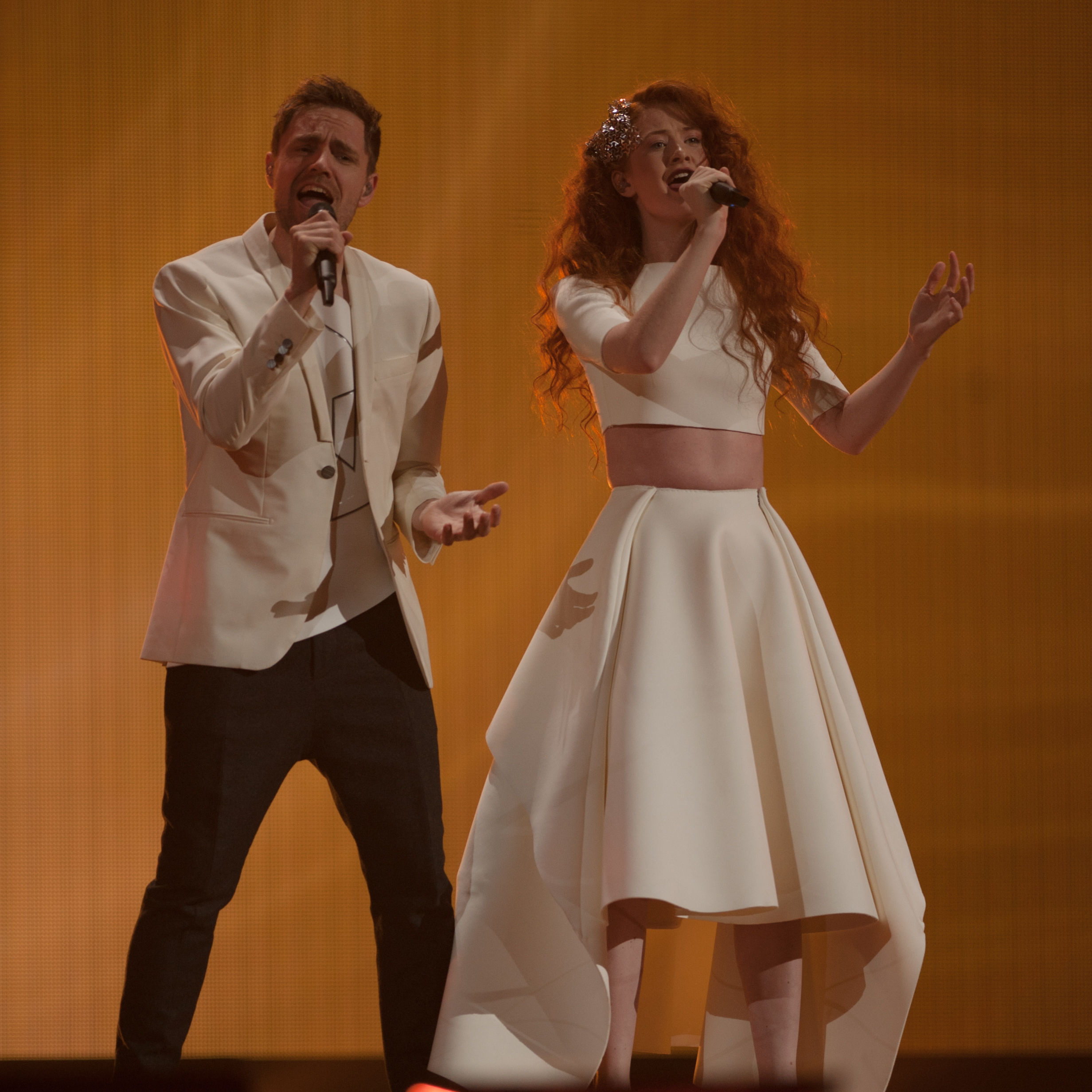
Mørland & Debrah Scarlett 2015
Agnete 2016
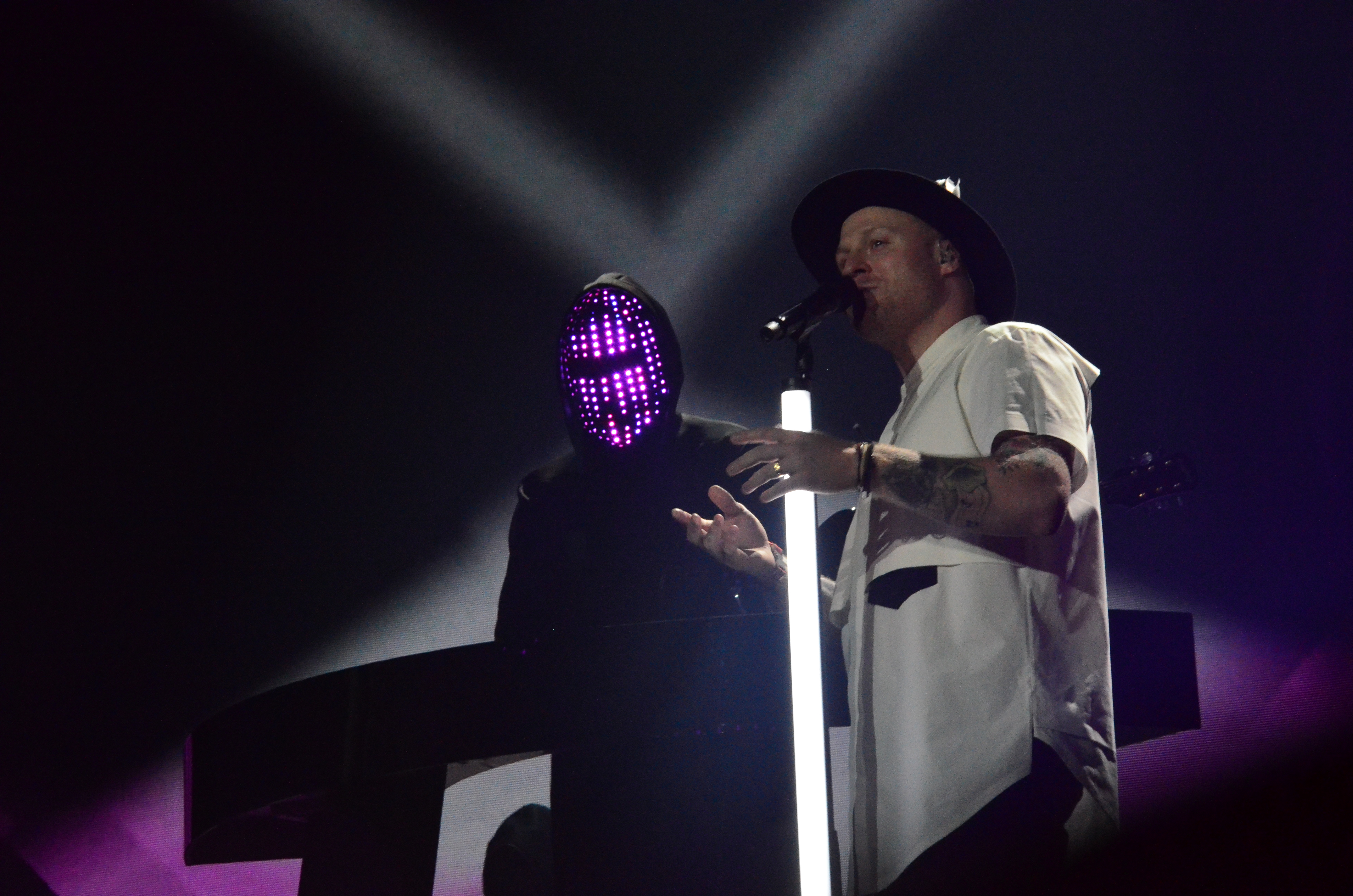
JOWST 2017
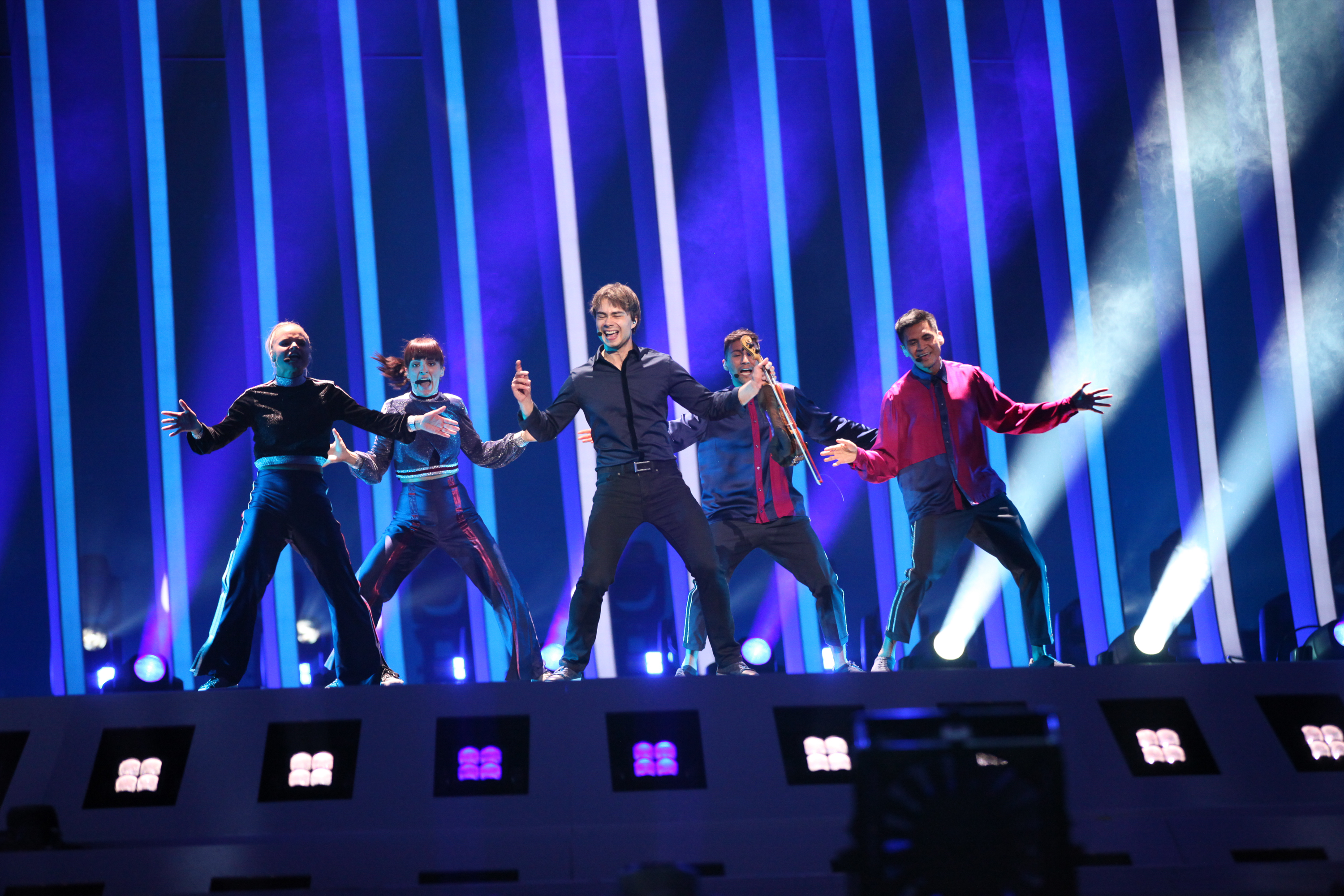
Alexander Rybak 2018
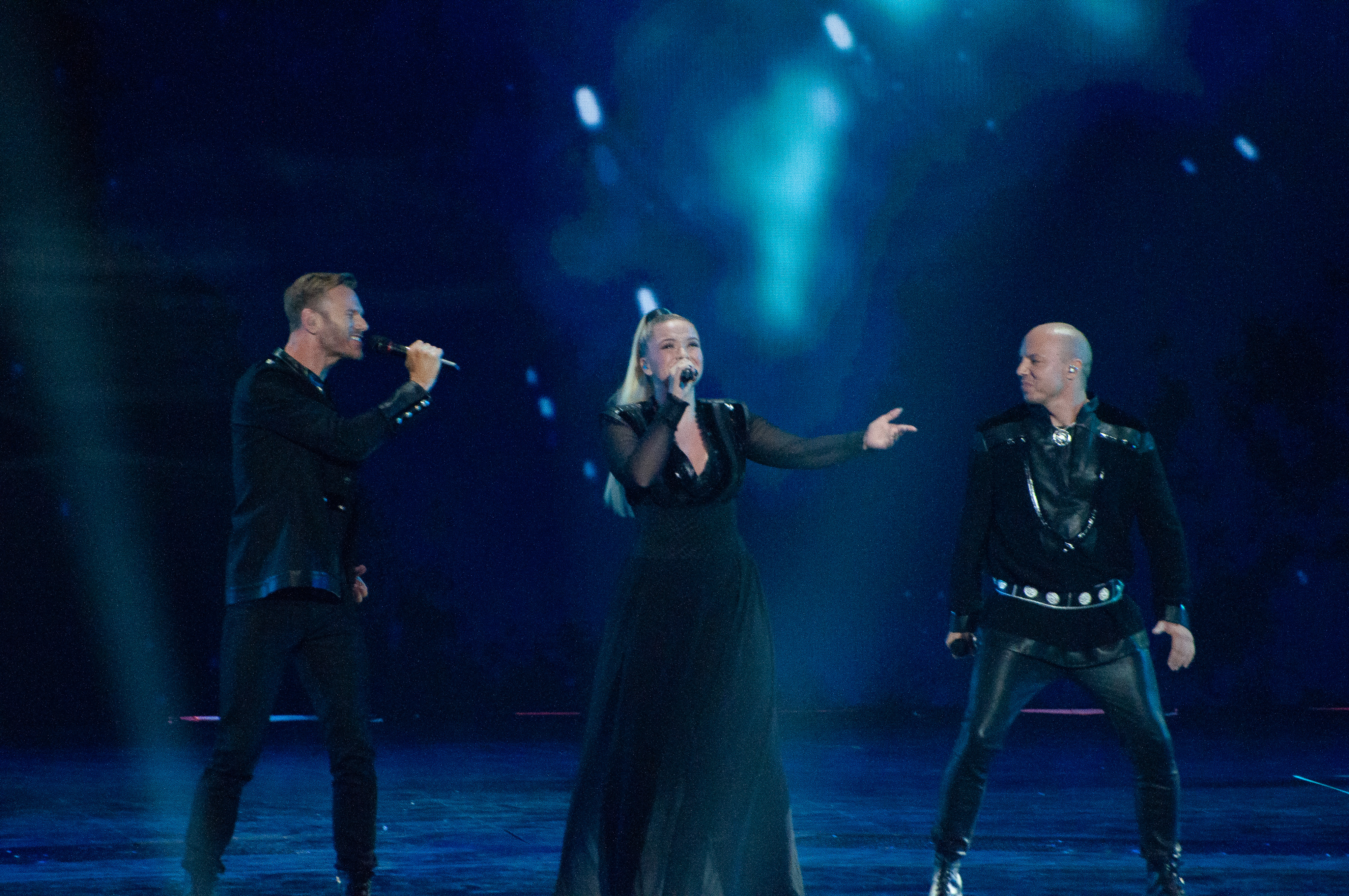
KEiiNO 2019
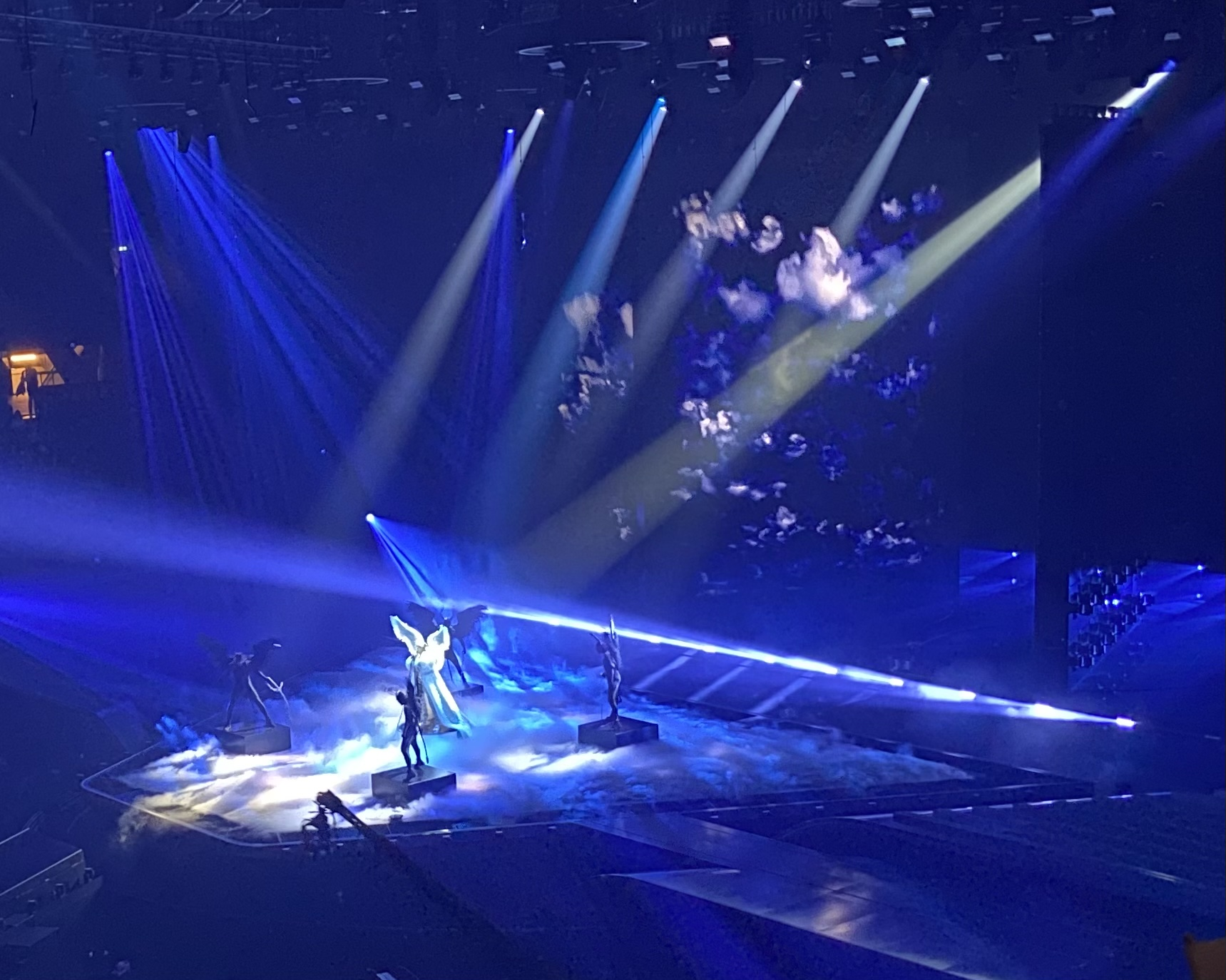
TIX 2021
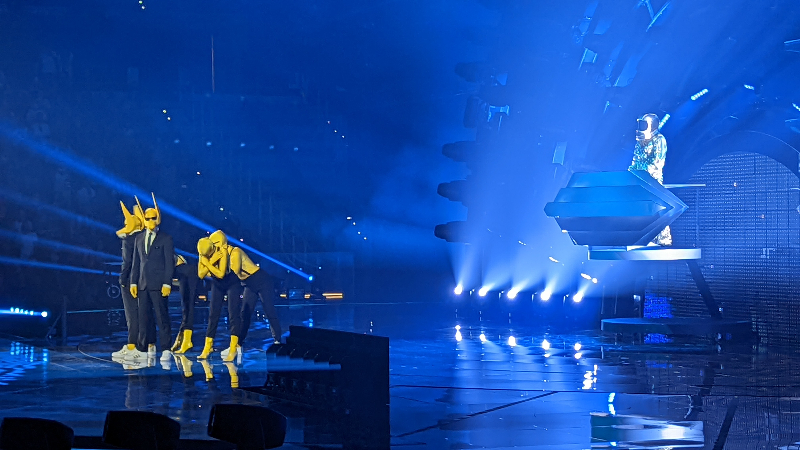
Subwoolfer 2022
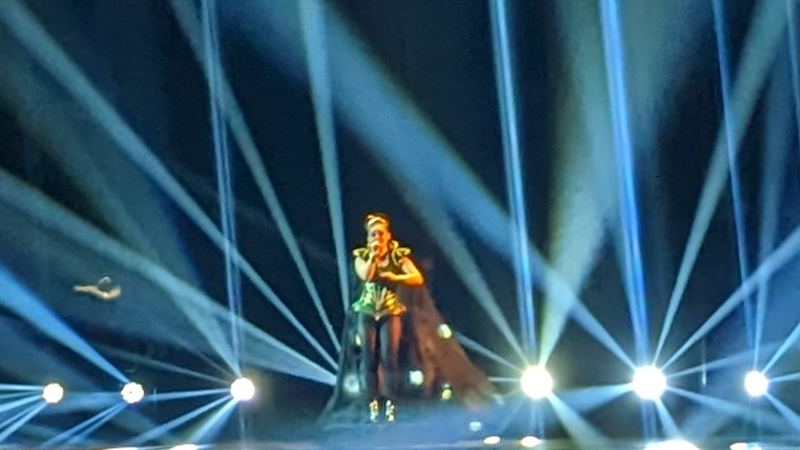
Alessandra 2023
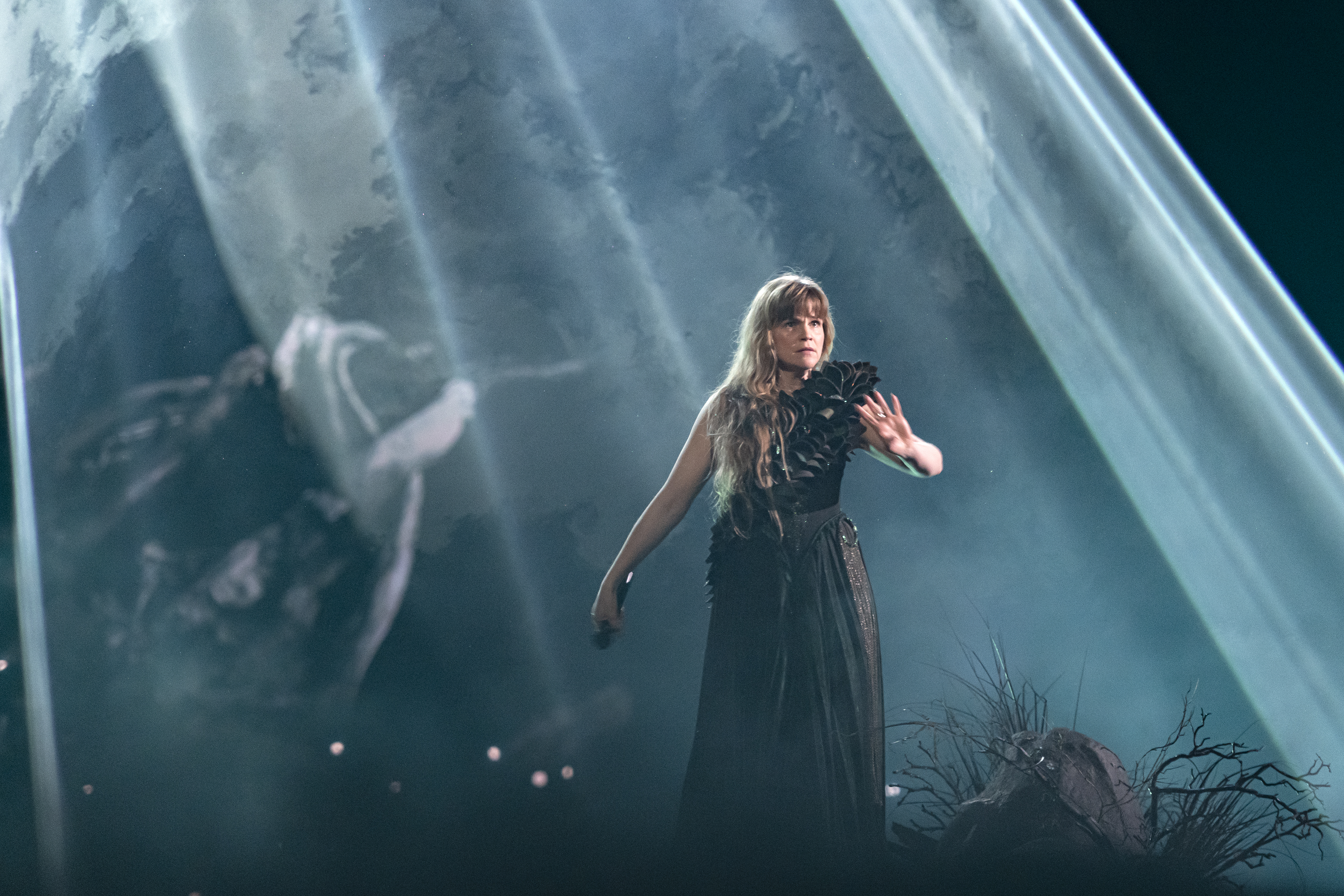
Gåte 2024
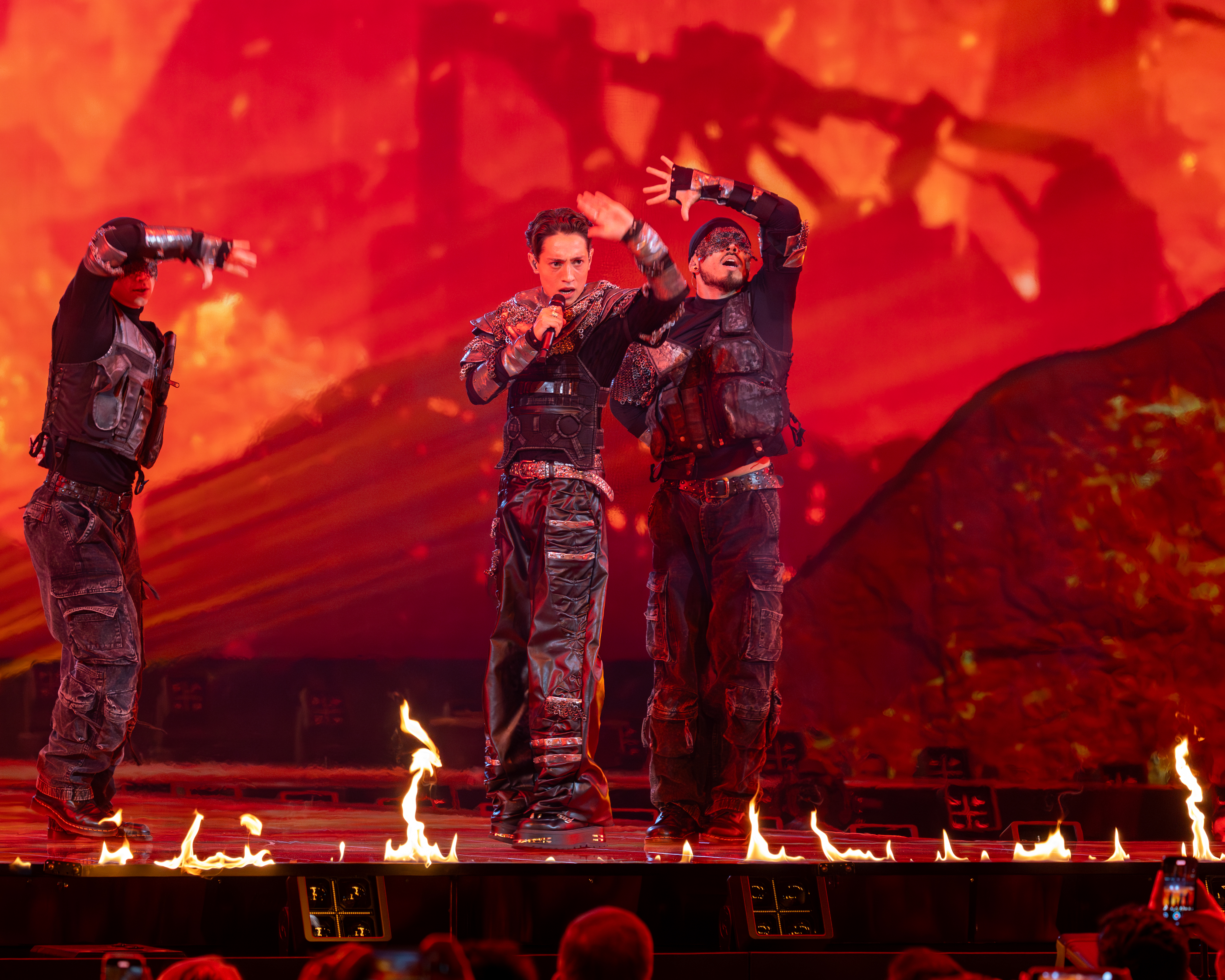
Kyle Alessandro 2025